# البرتغال في حروب سقوط الأندلس

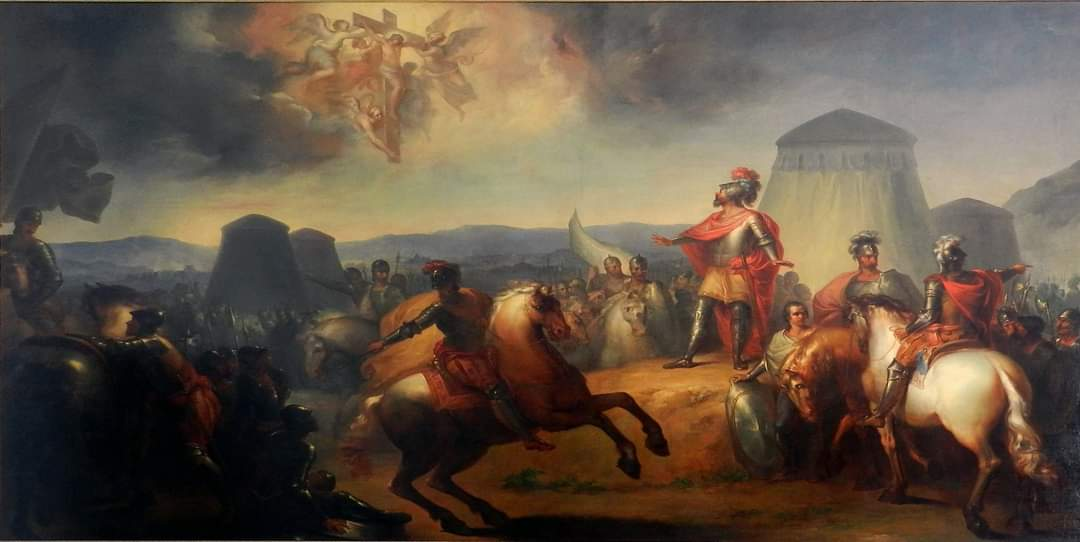
لوحة من القرن الثامن عشر لمعركة أوريك.

المشاركة البرتغالية في سقوط الأندلس بدأت منذ تأسيس مقاطعة البرتغال عام 868 م واستمرت لمدة 381 عامًا حتى الاستيلاء على آخر المدن التي كانت لا تزال تحت سيطرة المسلمين في إقليم الغرب عام 1249 م. وقد نشأت البرتغال خلال هذه العملية المطولة، بسبب شكلها الجغرافي إلى حد كبير لها.
تضمنت حروب سقوط الأندلس البرتغالية مشاركة الصليبيين من شمال أوروبا الذين مروا عبر السواحل البرتغالية في طريقهم إلى الأراضي المقدسة، مثل الإنجليز والفرنسيين والفلمنكيين والنورمان والألمان، وأبرزهم في غزو لشبونة عام 1147، ولكن أيضًا في أعوام 1142 و1154 و1189 و1191 و1217. واستقر الكثيرون في البرتغال بدعوة من الملك أفونسو الأول أو ابنه وخليفته سانشو الأول.
بينما اتسمت المراحل الأولى من حروب الاسترداد البرتغالية بمشاركة الطبقة الأرستقراطية العليا، ومع توسّع الحدود جنوبًا بثبات، فُسِحَت المبادرة للنبلاء الصغار، ورجال الميليشيات في المدن، والفرسان الفلاحين الراغبين في خوض حملات طويلة. تولّت التنظيمات العسكرية، وأبرزها فرسان سانتياغو وفرسان الهيكل، بالإضافة إلى فرسان قلعة رباح وفرسان الإسبتارية، وإن بدرجة أقل، المراحل الأخيرة من الجهد العسكري البرتغالي في الجنوب. كما دفع خطر الغارات الإسلامية إلى إنشاء البحرية البرتغالية، وهي أقدم بحرية في العالم لا تزال عاملة.
بينما كان كونت البرتغال تابعًا رئيسًا لليون، كان اقتصاد البرتغال في وقت الاستقلال متخلفًا نسبيًا، ولم يكن هناك دار سك عملة في البلاد. وبالتالي كان الاستيلاء على الغنائم أو استخراج الجزية يوفر دخلاً مؤقتًا ولكنه كان دخلًا غير مؤكد إلى حد كبير. حفّزت الاحتياجات الدفاعية الاستيطان والتنمية الاقتصادية للإقليم وهذا بدوره وفر الوسائل لمزيد من التوسع. مهدت الطوائف الدينية مثل السيسترسيين الطريق في التنمية الزراعية من خلال نظام من المزارع التي يعمل بها "الإخوة العلمانيون" الذين مكنوهم من الحفاظ على المشاريع الزراعية والحيوانية من التعقيد والنطاق الذي لم يسمع به في البرتغال. تبنت التنظيمات العسكرية الرهبانية في وقت لاحق اقتصاديات وحجم مماثلين وقدمت أساليب متطورة بشكل ملحوظ للإنتاج والري والتحصين. ومع تراجع الإسلام من خلال محاكم التفتيش، أصبحت المدن البرتغالية أكثر ازدهارًا وأكبر حجمًا بشكل مطرد، مع ظهور علامات على التجارة البحرية البرتغالية الدولية بحلول القرن الثالث عشر.
كان توسع البرتغال أمرًا حيويًا لإضفاء الشرعية على أفونسو الأول باعتباره صاحب سيادة مستقلة، حيث أقر المرسوم البابوي "الثابت بوضوح" بجهود أفونسو في استعادة الأراضي إلى المسيحية باعتبارها "مثبتة بشكل واضح" ومطالباته بلقب الملك باعتبارها جديرة بالتقدير.

## الخلفية
بين عامي 407-409 م، تحالفت القبائل الجرمانية، الوندال والألان والسويبيين، فعبروا نهر الراين المتجمّد قادمين من شمال شرق أوروبا واستطاعوا الانتشار في شبه الجزيرة الأيبيرية. وقد قاد القوط الغربيون في تلك الرحلة ألاريك الأول الذي اشتهر لنهبه روما عام 410، وأسره غالا بلاسيديا شقيقة الإمبراطور هونوريوس؛ وقد كوّنَت هذه القبائل الجرمانية ما عُرف لاحقًا باسم مملكة القوط الغربيين.
في عام 711 م، غزا جيش مسلم بقيادة طارق بن زياد، التابع للخلافة الأموية في دمشق، شبه جزيرة أيبيريا التي كانت آنذاك تحت سيطرة مملكة القوط الغربيين بالكامل. هُزم القوط الغربيون وملكهم، رودريك، في معركة وادي لكة، ومنذ تلك اللحظة، سيطرت القوات الإسلامية، التي ضمت عربًا وبربرًا، على شبه الجزيرة بسرعة بعد حوالي عامين.
بعد أحد عشر عامًا ثار بيلاجيوس ضد الاحتلال الإسلامي في أستورياس وفي عام 722 م هزم قوة مسلمة في معركة كوفادونجا، وطرد الحاكم المسلم منوسة من المنطقة وأسّس مملكة أشتوريش .
توسعت هذه المملكة تدريجيًا عبر الشمال الجبلي لشبه الجزيرة الأيبيرية، واستولت على ليون وجيليقية مع مناطق أخرى، وسيعتزم ملوكها مبدأ التوسع مما سيسمح لولصول الحكم المسيحي بعد 146 عامًا إلى ضفاف نهر دويرة ، حيث تقع مدينة ومنطقة بورتوكال (التي تسمى الآن بورتو).

## الغزوات في عهد ملوك أستورياس 868-988 م

### تأسيس مقاطعة البرتغال 868 م
1. ↑  Disney, volume I, 2009, p. 83.
2. 1 2 3  Disney, 2009, p. 85.
3. 1 2  Anthony Disney: A History of Portugal and the Portuguese Empire, volume I, Cambridge University Press, 2009, p. 86.
4. ↑  António Henriques: "The Reconquista and Its Legacy, 1000-1348" in Dulce Freire, Pedro Lains: An Agrarian History of Portugal, 1000-2000: Economic Development on the European Frontier, Brill, 2016, pp. 34-35. "In 1194, a Portuguese ship loaded with wine, honey and wood sank off Nieuwpoor, in Flanders. A Flemish text from the same period informs us that "the realm of Portugal provides honey, leather, wax, rawhides, grain, grease, oil, figs, raisings, and whale products. In the 13th and 14th centuries, England, Flanders and Normandy imported wine, olive oil, honey, salt, figs, raisings, wax and fruit from Portugal."
5. ↑  Rosamond McKitterick, David Abulafia, C. T. Allmand: The New Cambridge Medieval History: Volume 4, C.1024-c.1198, Part 2, Cambridge University Press, 1995, p. 499.

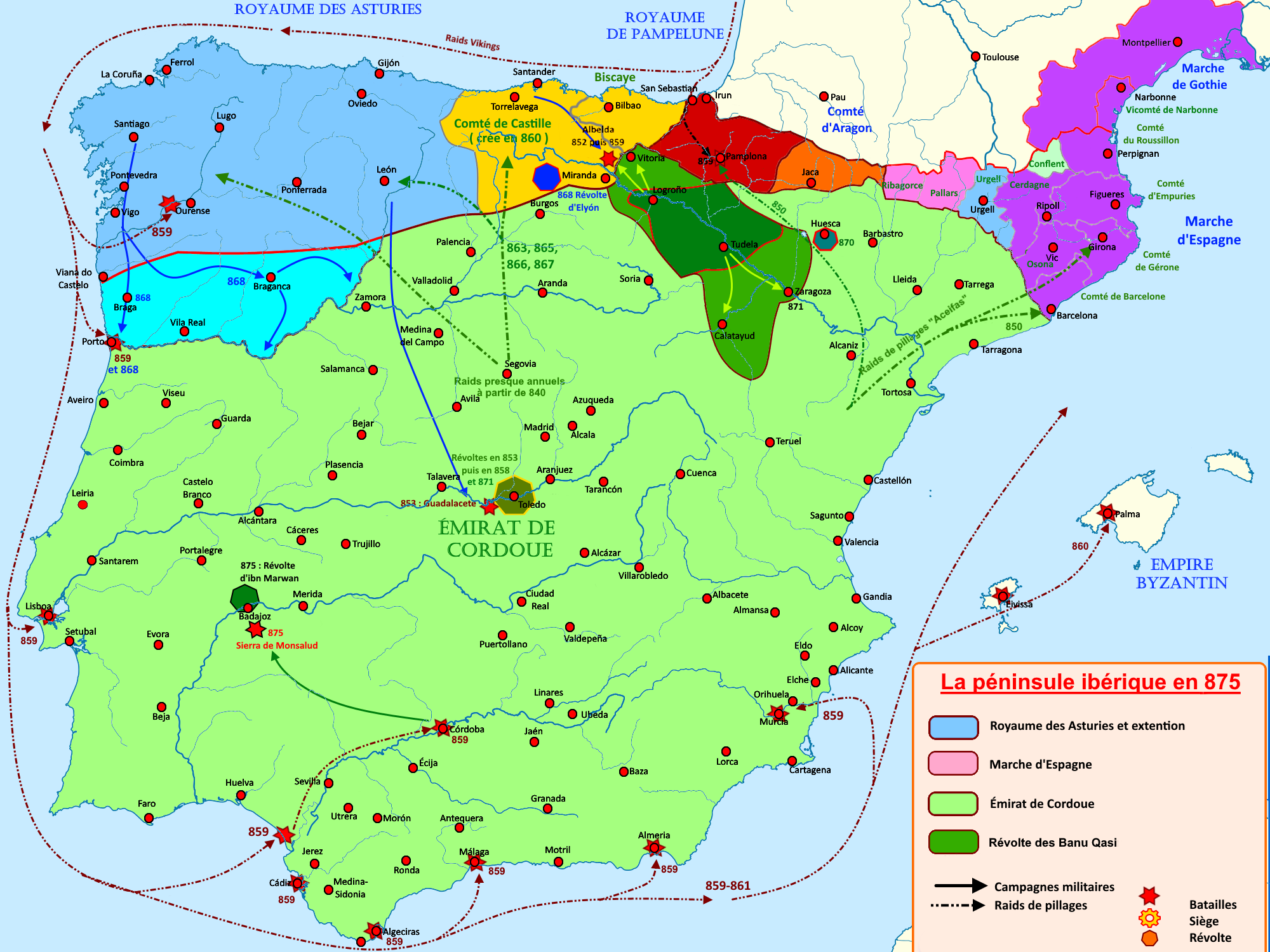
شبه الجزيرة الأيبيرية في عام 875.

في عهد ألفونسو الثالث ملك أشتوريش، بعد 157 عامًا من غزو المسلمين لشبه الجزيرة الأيبيرية، استولى النبيل فيمارا بيريز على بورتو وأراضيها، التي كانت تُعرف آنذاك باسم بورتوكال، أو البرتغال، في وقت ثار فيه قائد الحرس الملكي لأمير قرطبة. مُنح فيمارا بيريز امتيازات واسعة، وبدأت عائلات من طبقة النبلاء الرفيعة، قليلة العدد، وذات صلة بالعائلة المالكة، تستوطن المنطقة.
استمر الاستيلاء المسيحي على الأراضي واحتلالها وفي عام 870 م تمت تسوية براقرة وتم تنظيم أراضيها تحت التوجيه الشخصي لفيمارا بيريز. وفي نفس العام، استولى لوسيديو فيمارانيس (ابن فيمارا بيريز) على ساو ميغيل دو بارايسو (غيماريش). وفي عام 870 م، احتل فلوماريكو وزوجته جونديلا ساو تومي دي نيجريلوس (سانتو تيرسو)، وكذلك سيليموندو مع زوجته أستراجونديا.
استولى الكونت أودواريو على مدينة تشافيس في عام 872 م، ومن هذه المدينة بدأت عملية الاستيلاء على منطقة تراس-أوس-مونتيس الجبلية وإعادة توطينها، أولًا داخل وحول الأراضي الخصبة في وادي تشافيز.

### تأسيس مقاطعة كويمبرا 878

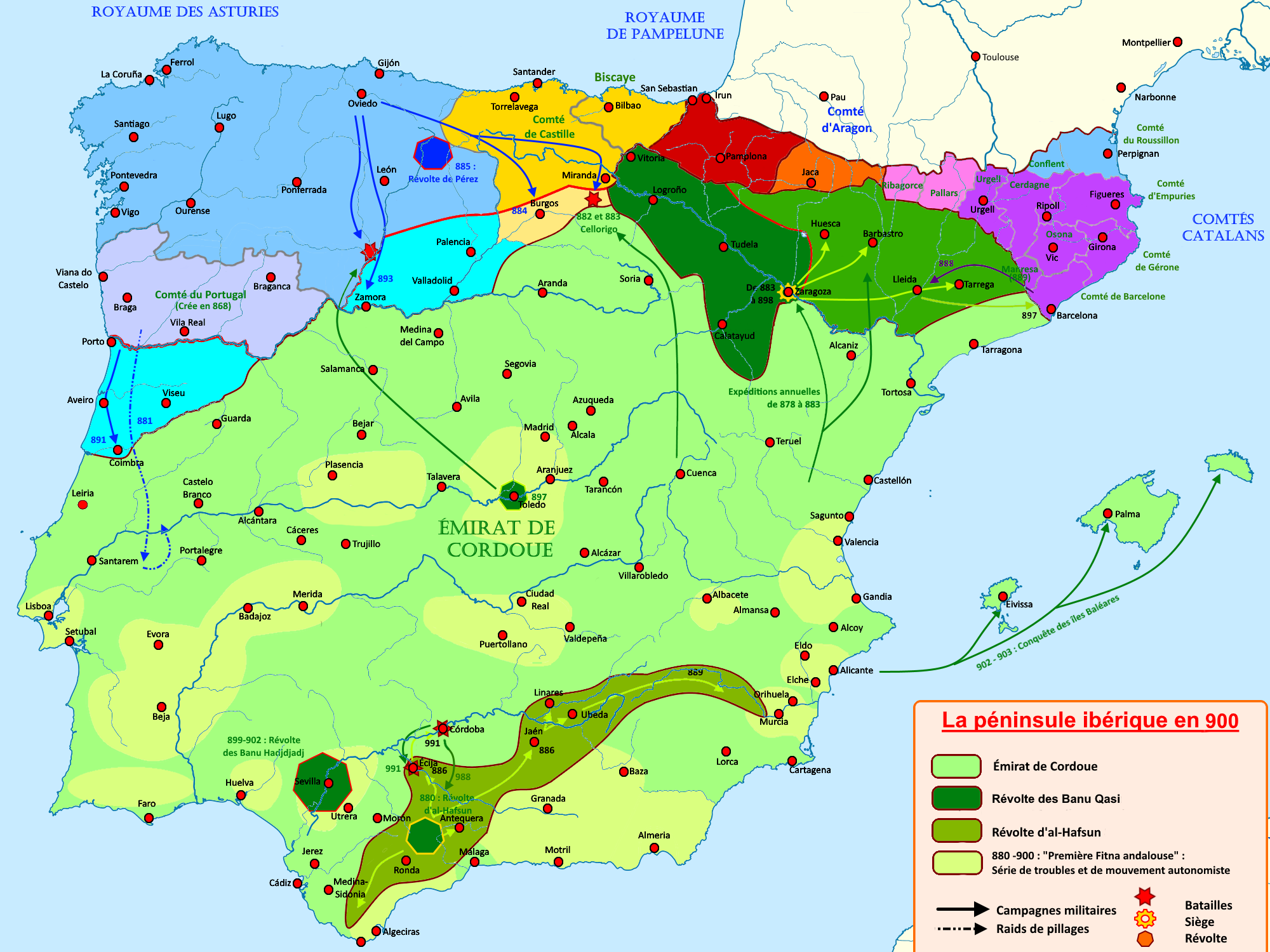
شبه الجزيرة الأيبيرية في عام 900 م.

استولى الكونت هيرمينجيلدو جوتيريس على مدينة كويمبرا في عام 878 م. ثم تم الاستيلاء على مواقع أخرى جنوب دورو وإعادة توطينها بأمر من ألفونسو الثالث ملك أشتوريش، مثل فيسيو ولاميغو وأنيجيا (جوندومار) حيث توجد الآن كنيسة نوسا سنهورا دا سيفيداد على وجه التحديد.
كما تم الاستيلاء على لاردوسا، في أبرشية رانس الحالية (بينافيل)، في عام 882 م على يد موزارا وزامورا، وهما مستعربان من المرجح أنهما قادمان من الجنوب.
تقدمت الحدود المسيحية ما يقرب من 200 كم جنوبًا على طول الساحل، مرورًا من نهر دورو إلى وادي نهر منديق ولكن في الداخل امتدت الحدود إلى الشمال الشرقي على طول سلسلة جبال إستريلا على المنحدر الشمالي ولكنها ربما لم تتجاوز نهر كوا إلى الشرق.

## غزو المسلمين كويمبرا 988-1034

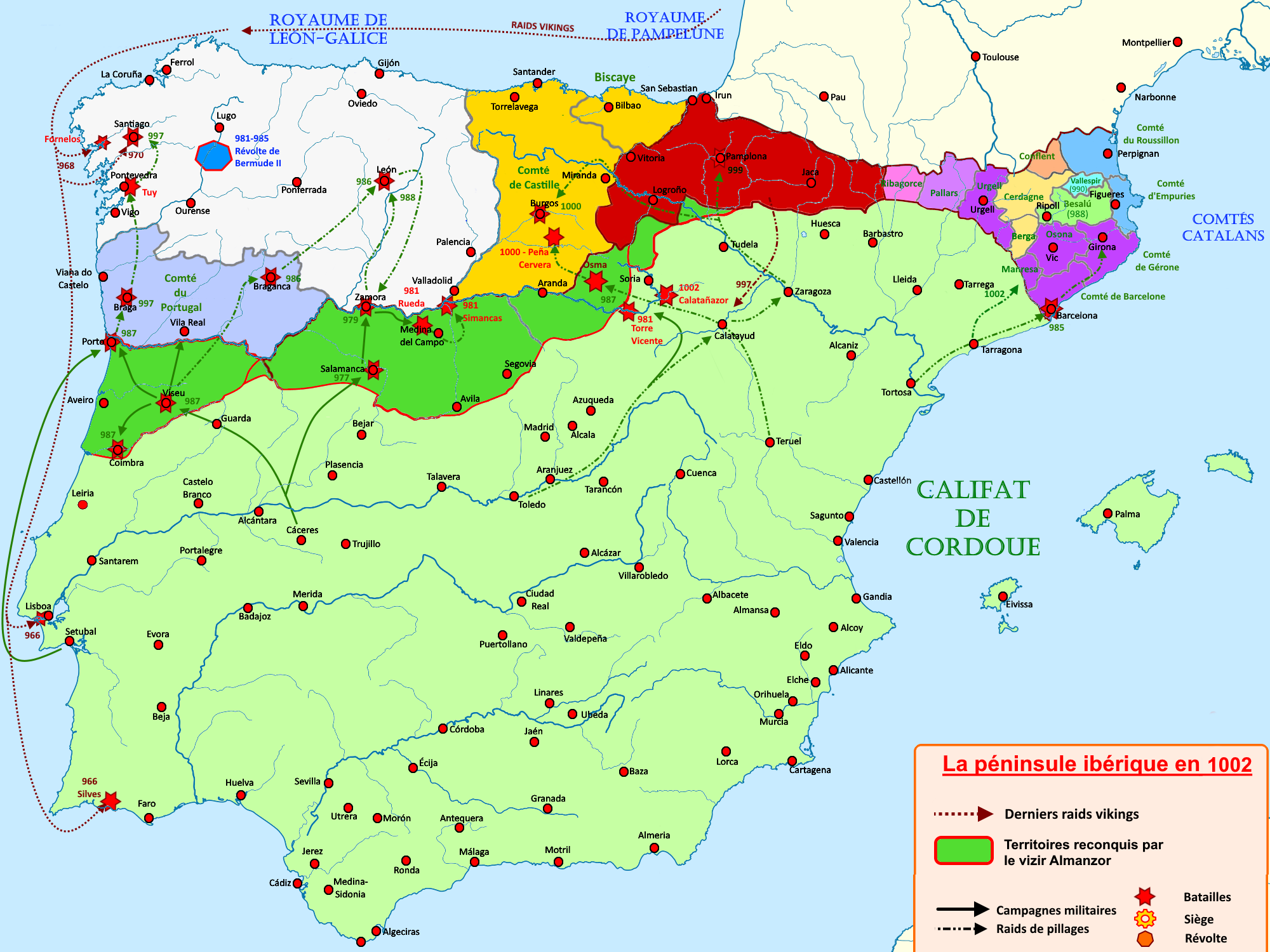
شبه الجزيرة الأيبيرية في عام 1002 م

ظلت المنطقة الواقعة بين نهر الدورو ومونديغو في أيدي المسيحيين لأكثر من قرن من الزمان حتى حملات أواخر القرن العاشر التي قادها وزير قرطبة المنصور بن أبي عامر، في أعوام 986 و987 و995 و997، والتي أعادت الحدود إلى وادي نهر الدورو.
وقد غُزيَت براقرة في عام 985 م وبعد عامين استولى المنصور على كويمبرا وسيا وبازو ولميقة.

## الغزو المسيحي لكويمبرا 1034–1064
اندلعت الحرب الأهلية في خلافة قرطبة عام 1009 م، مما أدى في نهاية المطاف إلى تجزئة الأندلس إلى عدة إمارات مستقلة ومتنافسة أو دويلات طوائف، وهو الظرف الذي استفاد منه الممالك المسيحية في الشمال.
في عام 1028 م حاصر ألفونسو الخامس ملك ليون مدينة بازو، إلا أنه قُتل في المعركة بسهم قوس ونشاب أُطلق من داخل الحصار.
في 14 تشرين الأول 1034 م، غزا غونزالو تراستاميريس دا مايا مونتيمور-أو-فيلهو، وبذلك وصل الحدود إلى نهر مونديغو.

### حملة بيراس، 1055-1064 م

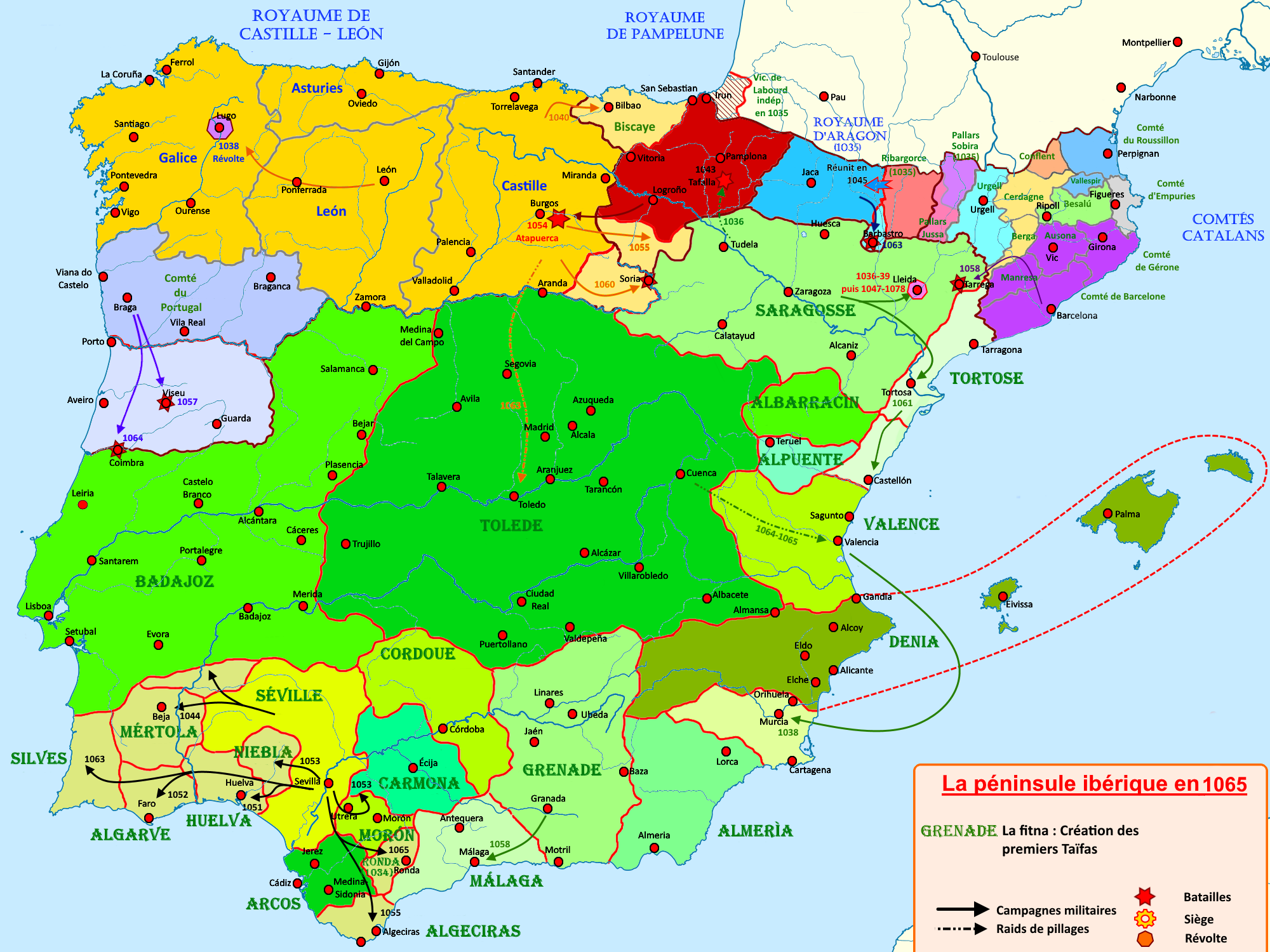
شبه الجزيرة الأيبيرية في عام 1065 م.

في عام 1054 م، أعد الإمبراطور فرديناند الأول ملك ليون حملة عسكرية في تييرا دي كامبوس بهدف غزو الأراضي التي في يد المسلمين في غرب شبه الجزيرة. وفي صيف العام التالي، عبر نهر دورو من سمورة ودخل البرتغال. وبين عامي 1055 و1063 م، استولى الإمبراطور على قلعة سيا على سفوح سلسلة جبال إستريلا؛ وقلعة طروقة؛ ولميقة في 29 تشرين الثاني 1057؛ وقلعة ماريالبوا؛ وأُعيد الاستيلاء على فيسيو في 25 تموز 1057 م، حيث شجّعت روح الانتقام الهجوم على هذه المدينة بعد وفاة أفونسو الخامس خلال الحصار الفاشل عام 1028 م. كما أعيد الاستيلاء على ساو مارتينيو دي مورو (ريسيندي) وترافانكا (سانتا ماريا دا فييرا) وبينالفا دو كاستيلو.
في عام 1063 م، شنّ الإمبراطور غارةً واسعةً على ملوك الطوائف في إشبيلية وبطليوس، فبدأ بتلقي الجزية منهم. وفي العام نفسه، اقترح سيد تينتوغال دوم سيسناندو ديفيدس (ششنند) على الإمبراطور فرديناند الاستيلاء على كويمبرا القريبة. كان سيسناندو قد خدم في بلاط قرطبة وتزوج ابنة آخر كونت في البرتغال.
قَبِل الإمبراطور الاقتراح، وأُعدّت حملة في كانون الأول. بعد رحلة حج إلى شنت ياقب، ضمّت العائلة المالكة بأكملها، وحاصرت كويمبرا في 20 كانون الثاني 1064 م، وسقطت في أيدي المسيحيين في 9 تموز 1064 م، بعد حصار دام ستة أشهر.
نُسب إلى دوم سيسناندو لقب كونت قلمرية للمدينة والمنطقة، وهو المنصب الذي ظل يشغله حتى وفاته في عام 1091 م.

## تأسيس مقاطعة شنترين، 1093 م

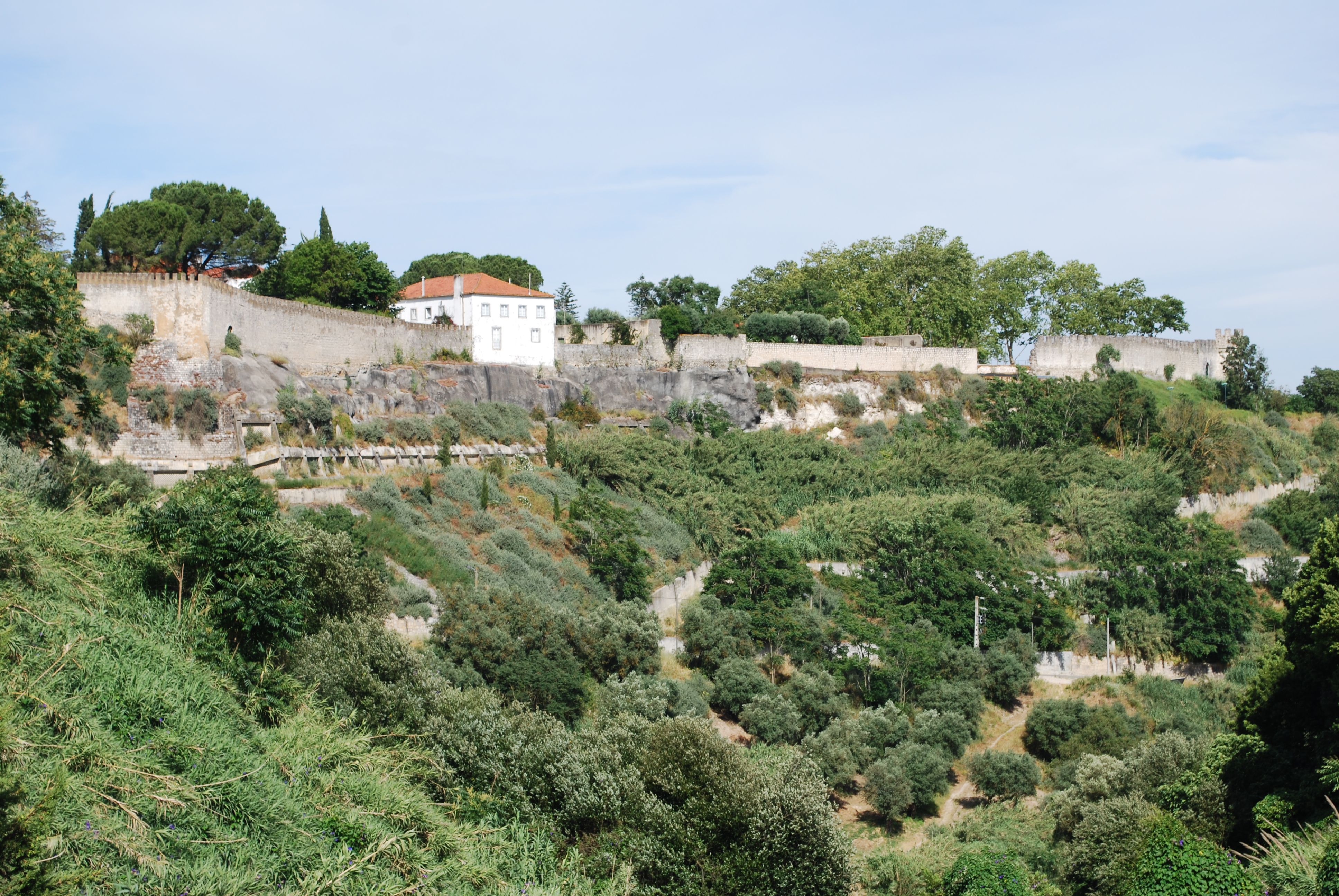
أسوار قلعة شنترين.

عندما توفي الإمبراطور فرديناند عام 1065 م، قُسِّمت مملكته بين أبنائه الثلاثة، وحصل غارسيا على مملكة جيليقية مع مقاطعتي البرتغال وكويمبرا. بعد ست سنوات، ثار الكونت نونو مينديز، ملك البرتغال، لكنه هُزم وقُتل في معركة بيدروسو. أُلغي لقب ومنصب كونت البرتغال، وفقدت البرتغال استقلالها عندئذٍ.
وفي عام 1090 م، تزوج ريموند من بورغندي ابنة الإمبراطور ألفونسو السادس ووريثه، وحصل لاحقًا على لقب كونت جيليقية، مُتمتعًا بسلطة على جميع الأراضي الواقعة غرب شبه الجزيرة من جيليقية إلى كويمبرا. أُقيل مارتيم مونيز دي ريبادورو، كونت كويمبرا الموزارابي، من منصبه ونُقل إلى منصب حاكم بسيط لأروكا.
في الوقت الذي سعى فيه أمير المرابطين يوسف بن تاشفين إلى ضم جميع دُويلات الطوائف الصغيرة المسلمة في شبه الجزيرة لدولة واحدة، عرض أمير طائفة بطليوس أن يصبح تابعًا خاضعًا وأن يُسلّم مدن لشبونة وشنترة وشنترين إلى إمبراطور ليون مقابل الحماية العسكرية من ابن تاشفين.
زار الإمبراطور كويمبرا في 22 نيسان 1093 م، وأكد في تلك المناسبة ميثاق امتيازات هذه المدينة. ثم احتل لشبونة وشنترة وشنترين بين 30 نيسان و8 أيار 1093 م. كُلِّف سويرو مينديز بالدفاع عن المنطقة بصفته كونتًا لشنترين. كان مينديز تابعًا لريموند، ومُكلَّفًا بالدفاع عن جميع الأراضي الممتدة من جيليقية إلى نهر تاجوس.

## حملات المرابطين، 1094-1117 م
وقد أثار تسليم الأراضي للمسيحيين غضب المسلمين في الأندلس والمغرب العربي، وطلب سكان شنترين ولشبونة وشنترة من أمير المرابطين يوسف بن تاشفين التدخل لصالحهم، بعد وقت قصير من استيلاء سويرو منديز على الأراضي.
وبعد بضعة أشهر في عام 1093 م، نزل القائد المرابطي سير في أيبيريا مع جيش كبير وأوامر بضم بطليوس ولشبونة وشنترة وشنترين.
هُوجمت بطليوس في ربيع عام 1094 م. واغتيل أمير المدينة مع أبنائه، ودخل المرابطون المدينة قبل أن يتمكن رايمون من التدخل. جمع الكونت رايموند قوة في كويمبرا مع أساقفة سانتياغو ولوغو والعديد من الفرسان الجيليقيين، ولكن عند مسيره هُزم في المعركة وكاد أن يُقتل فعاد إلى الأراضي المسيحية.

### استعادة المسلمين إلى لشبونة وشنترة، 1094 م
استسلمت لشبونة وشنترة للمرابطين في عام 1094. وقاوم سويرو مينديز بشدة في شنترين، بعد أن حاصرته قوات المرابطين حتى انسحب سير إلى شمال إفريقيا.

علم كونت البرتغال

أدى ضعف قدرة الكونت ريموند على مواجهة المسلمين إلى فقدانه هيبته في بلاط ليون. وفي عام 1096 م، عُيّن ابن عمه هنري كونتًا جديدًا للبرتغال، ومُنح المنطقة الواقعة بين نهري مينهو ومونديغو.
في عام 1102 م، هزم الكونت هنري قوة مسلمة في معركة أروكا، جنبًا إلى جنب مع إيجاس مونيز.

### استعادة المسلمين إلى شنترين، 1111 م
في عام 1110، أرسل الكونت هنري القائد سويرو فروماريغيش إلى مدينة شنترين برفقة عدد من الجنود لتعزيز دفاعاتها ضد المرابطين الذين كانوا يهددون الحدود الجنوبية. غير أن هذه القوات تعرّضت لهجوم أثناء تواجدها في معسكرها في "فاتالاندي"، وهو موقع غير معروف بالقرب من نهر التاجو. وقد قُتل في المعركة كل من سويرو فروماريغيش والفارس ميرو كريسكوش.
في العام التالي، تعرضت شنترين مرة أخرى لحصار من جيش بقيادة سير. وبما أن المدينة كانت تفتقر إلى قوات كافية للمقاومة بفعالية أو إلى عون مضمون، سقطت في يد المرابطين وأُلغي إقليم شنترين المسيحي.
تُوفي الكونت هنري في عام 1112 وتولت زوجته تيريزا منصب الوصي على ابنهما الصغير أفونسو هنريكس.

### حملات المرابطين، 1116-1117 م

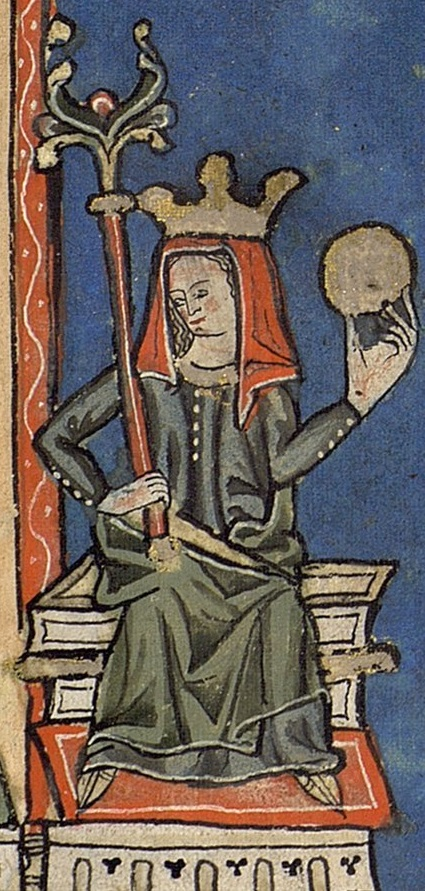
الوصية الكونتيسة تيريزا.

كان من المتوقع وقوع هجمات جديدة للمرابطين منذ وفاة الكونت هنري، ولكن في عام 1116 م فقط تقدم جيش المرابطين بقيادة عبد الملك ضد كويمبرا وأراضيها. نجح المرابطون في هزيمة حامية قلعة ميراندا دو كورفو واستولوا على حامية سانتا يولاليا، بما في ذلك قائدها ديوغو جالينها. تخلى سكان سوري عن قلعتهم ولجؤوا إلى كويمبرا. وقد أغار المرابطون على ضواحيهم، وبعد ذلك انسحب المرابطون جنوبًا.
وفي نفس العام استولى المرابطون على ميورقة، آخر دولة طوائف مستقلة في شبه الجزيرة الأيبيرية، وبالتالي وضعوا الأندلس بأكملها تحت سلطتهم.
هُوجمت كويمبرا عام 1117 م على يد أمير المرابطين علي بن يوسف على رأس جيش ضخم ضمّ عرب مغاربة وأندلسيين، "بقدر رمل البحر" وفقًا لأحد المصادر الأوروبية التي قد تكون تبالغ لدوافع سياسية ودينية. في هذه المناسبة، نزل المرابطون في مونتيمور-أو-فيلهو، وشرعوا في الإغارة على الضواحي الخارجية من هناك، وأسروا جماعة. لجأ البرتغاليون مرة أخرى إلى خلف أسوار كويمبرا، حيث عُثر آنذاك على الكونتيسة تيريزا الوصية على العرش.
تعرضت المدينة لهجمات شبه يومية ابتداءً من أواخر حزيران، لكن المرابطين لم يتمكنوا من السيطرة على كويمبرا. وبعد 20 يومًا، انسحب علي بن يوسف إلى إشبيلية في أوائل تموز. وكان الاحتفاظ بكويمبرا ليشكل صعوبة كبيرة بالنسبة للمرابطين.
لقي آلاف الجنود حتفهم في الهجوم. كان حصار كويمبرا بمثابة ذروة القوة المرابطية في شبه الجزيرة الأيبيرية. بعد الدفاع الناجح عن كويمبرا، وقّعت تيريزا منذ ذلك الحين على الوثائق بصفتها "ملكة".

صليب الهيكل.

في عام 1128 م، استقر فرسان الهيكل في البرتغال بعد أن تبرعت تيريزا بقلعة سوري للرهبنة. شُيدَت القلعة بالقرب من كويمبرا في النصف الثاني من القرن الحادي عشر على يد سيسناندو ديفيدس، على الطريق الذي يربط كويمبرا بلشبونة.

## أولى أعمال أفونسو هنريكس 1135-1142
بعد معركة ساو ماميدي، تولى أفونسو هنريكس حكم مقاطعة البرتغال. وفي عام 1135 م، أسس قلعة ليريا، الواقعة تقريبًا في منتصف الطريق بين كويمبرا وشنترين، دفاعًا عن طريق مهم بين المدينتين. كُلِّفت حاميتها ليس فقط بالدفاع عن مدخل كويمبرا من الجنوب، بل أيضًا بمهاجمة شنترين والأراضي المحيطة بها، وشن غارات على الحقول، وأسر وقتل السكان، ونصب كمائن للقوافل حتى ضعفت المدينة بما يكفي لاقتحامها. كان تأسيس ليريا أول عمل عدائي قام به أفونسو تجاه المسلمين. واستطاع من خلال السيطرة على تورس نواس.
تُرك دوم بايو غوتيريس كحاكم لقصر ليريا، وأطلق العديد من الهجمات الناجحة ضد أراضي شنترين إلى درجة أنه في عام 1137 اقتحم القلعة، وذبح أكثر من 250 رجلًا من الفرسان والمشاة. فُقدت مدينة توريس نوفاس أيضًا. كما تم القضاء على قوة برتغالية بالقرب من ضفاف نهر ناباو، وهو نهر طومار في العصر الحديث. وتم استعادة ليريا لاحقًا.

### معركة أوريكه، 1139
م

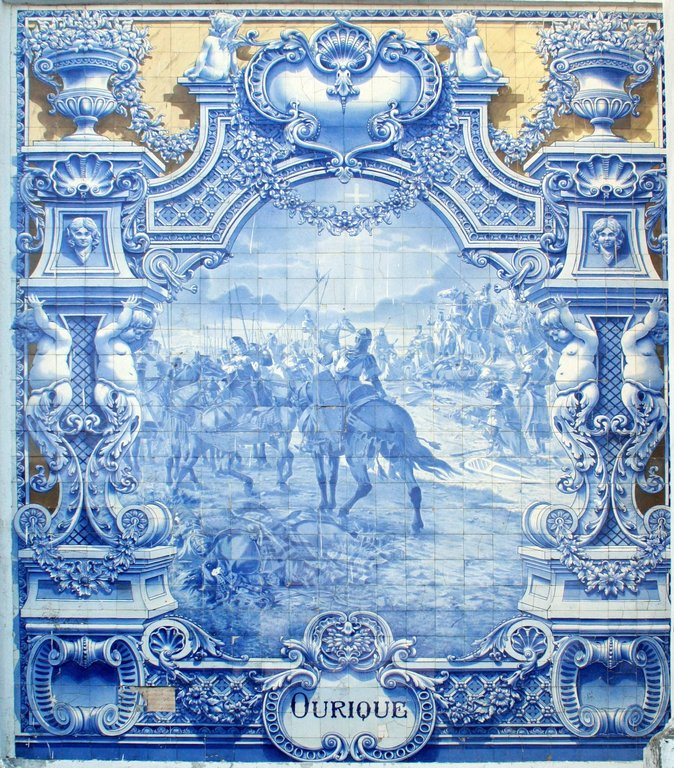
لوحة تذكارية من بلاط الأزوليجو مخصصة لمعركة أوريك.

بعد توقيع معاهدة توي وإبرام السلام مع الإمبراطور ألفونسو السابع ملك ليون، قاد الملك أفونسو هنريكس غارةً كبرى على الأراضي الإسلامية. كان اختيار اللحظة موفقًا، إذ أقدم الليونين على حصار أوريجا، وكان المرابطون منشغلين بمساعدة القلعة المحاصرة. وبالتالي، لم تُبدِ الحاميات الغربية مقاومة تُذكر ضد الملك البرتغالي وقواته، الذين لم يواجهوا مقاومة تُذكر أثناء تقدمهم.
بلغ عدد البرتغاليين ما بين 800 و1000 فارس، وما بين 1600 و2000 راجل، من رماة الرماح ورماة القوس والنشاب. وفي طريق عودتهم، اعترضتهم قوة إسلامية بقيادة "أسمر"، وهو على الأرجح حاكم قرطبة محمد الزبير بن عمر في أوريكي. وكان القائد المسلم قد جمع ما أمكنه من قوات متطوعة من سكان باجة، وبطليوس، ويابرة، وإشبيلية، والواس، مشكلاً جيشًا من غير المحترقين.
وعندما حاولوا مهاجمة المعسكر البرتغالي على التل، خرج البرتغاليون لملاقاتهم في الميدان المفتوح وهزموهم بهجمة ثقيلة من سلاح الفرسان.
في يوم معركة أوريكه، نصب أفونسو ملكًا على الطريقة الجرمانية القديمة، برفعه فوق درعه. ومنذ ذلك الحين، كان يُوقع على الوثائق دائمًا بـ"ريكس".

### الحصار الأول لشبونة، 1142 م

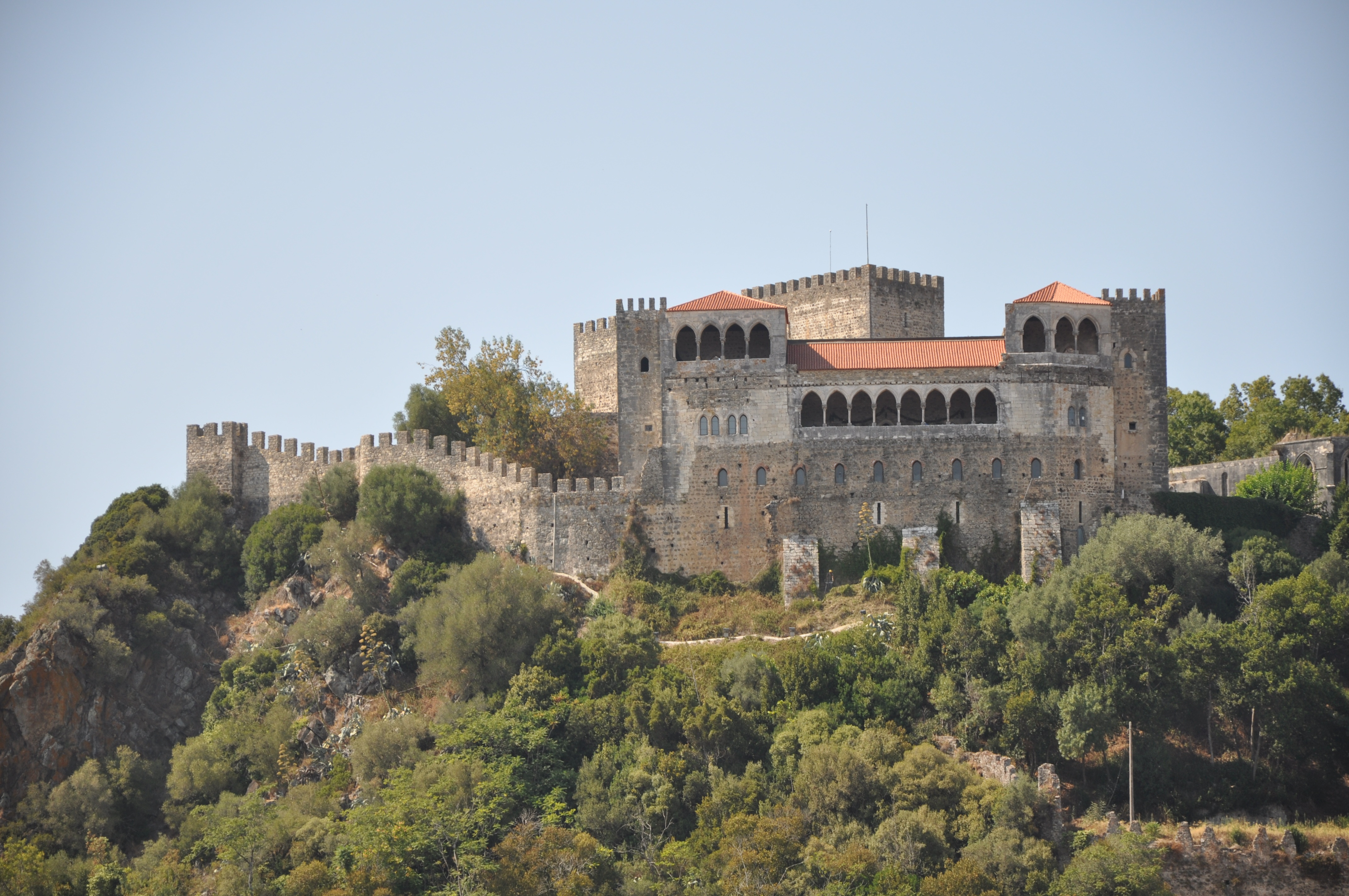
قلعة لييريا.

بعد معركة أوريكه، هاجمت قوة مسلمة بقيادة إزمار مدينة ليريا في عام 1140 ودمّرت حصونها مرة أخرى. ثم سار المسلمون إلى البرتغال وغزوا المنطقة حتى ترانكوسو، ولكن في النهاية تم صدهم.
بمجرد توقيع السلام مع الإمبراطور ألفونسو السابع ملك ليون بعد معركة فالديفيز، سار ألفونسو هنريكس جنوبًا مع رجاله، وعبر نهر دويرة بالقرب من لاميجو، وهزم المسلمين في ترانكوسو، وطردهم وأبادهم من المنطقة. وفي طريق عودته من هذه الحملة أسس دير تاروكا.
في عام 1142 م، توقف أسطول من الصليبيين الإنجليز والنورمانديين الذين غادروا ساوثهامبتون وهاستينج في طريقهم إلى الأراضي المقدسة في جايا، وانحرف عن مساره بسبب سوء الأحوال الجوية. أقنع الملك أفونسو هؤلاء بدعم حملته المخطط لها ضد لشبونة، والتي ستمنحه ملكيتها السيطرة على جميع الأراضي بين ليريا وتاجوس في ضربة واحدة.
أبحر الأسطول الصليبي على طول نهر تاجة بينما هاجم البرتغاليون لشبونة من الجانب البري، إلا أنه كان لا بد من إلغاء الهجوم بسبب الخلافات بين الصليبيين وأفونسو.

## الغزو النهائي لشبونة وشنترين 1142-1147 م

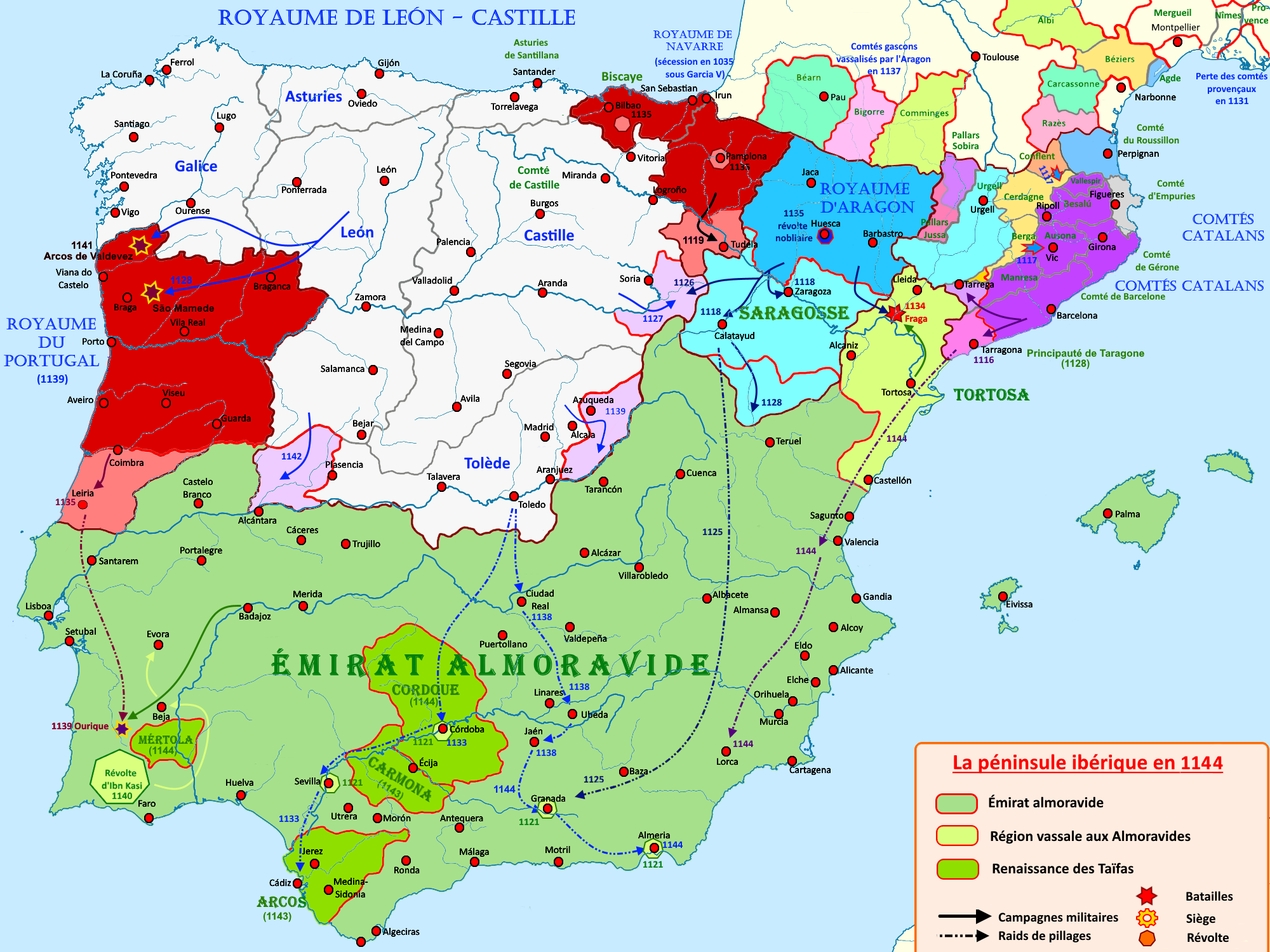
شبه الجزيرة الأيبيرية في عام 1144 م.

يُرجَّح أن أفونسو أعاد بناء قلعة ليريا عند عودته إلى كويمبرا من هجومه الفاشل على لشبونة. كانت هذه الخطوة الأولى نحو استعادة إكستريمادورا حتى نهر تاجوس.
أُبرمَت معاهدة سلام مع ليون في عام 1143 بموجب معاهدة زامورا، وبالتالي أُمنَت الحدود البرتغالية الشمالية ضد الهجوم الليوني.
في عام 1144 م غادر المرابطون مدينة شنترين ونهبوا قلعة سور التابعة للهيكل تحت قيادة "أسمر"، الذي أسر المدافعين.

### ثورة المريدون 1144-1145 م
بدأت قوة المرابطين في أيبيريا في الانهيار عام 1144 م عندما قام المريدون بثورة كبرى في الغرب، بقيادة الصوفي ابن قسي. كان ابن قسي ألفيًا مناهضًا متطرفًا للمرابطين، ولم يكن حكم المرابطون مثل حكم طوائف الأندلس بالنسبة له، فقد كان تسامح المرابطين تجاه المذاهب الإسلامية أقل، وقد أظهرت كتاباته مزيجًا كبيرًا معقدًا من اللاهوت الموحدي، والمطالبات بالمهدوية، والفكرة الروحانية للإسلام (الصوفية)، والتشدد الفقهي لعلماء الشريعة المالكية الإسلاميين، كما كانت له أفكار وافق فيها الإسماعيلية، ويبدو أنه تشدّد في رأيه بعلماء الفقه السنة، فتخلى عن حياته الهادئة، ويبدو أن هذا كان السبب الجذري الآيدلوجي لثورته. استولى على مارتلة بمساعدة شخص يٌسمى ابن القبيلة و70 من المريدين في عام 1144 م. وبمساعدة حاكم إيفورا ابن وزير ومحمد بن المنذر بن قاسي استولى على سيلفش وإيفورا وباجة وويلبة ونيبلة ونظّم هجومين فاشلين ضد إشبيلية وقرطبة. أضعفت ثورة المريدين قدرة المرابطين على الرد على التهديدات الخارجية بشكل كبير، مما ساعد المسيحيين بشكل غير مباشر.
انقسم المريدون في عام 1145 وعزل ابن وزير ابن قسي. ثم انضم إلى الموحدين، الذين جعلوه مسؤولًا عن سيلفش. وفي العام نفسه، قاد أفونسو هنريكس غارة على الأراضي الإسلامية وصلت إلى باجة، والتي عاد منها هو وحزبه محملين بالغنائم. وفي عام 1145 م أيضًا، منحَت شقيقة أفونسو هنريكس سانشا وزوجها فرناندو مينديز دي براغانكا الثاني فرسانَ الهيكل قلعة لونغرويفا. 

### غزو شنترين، 1147

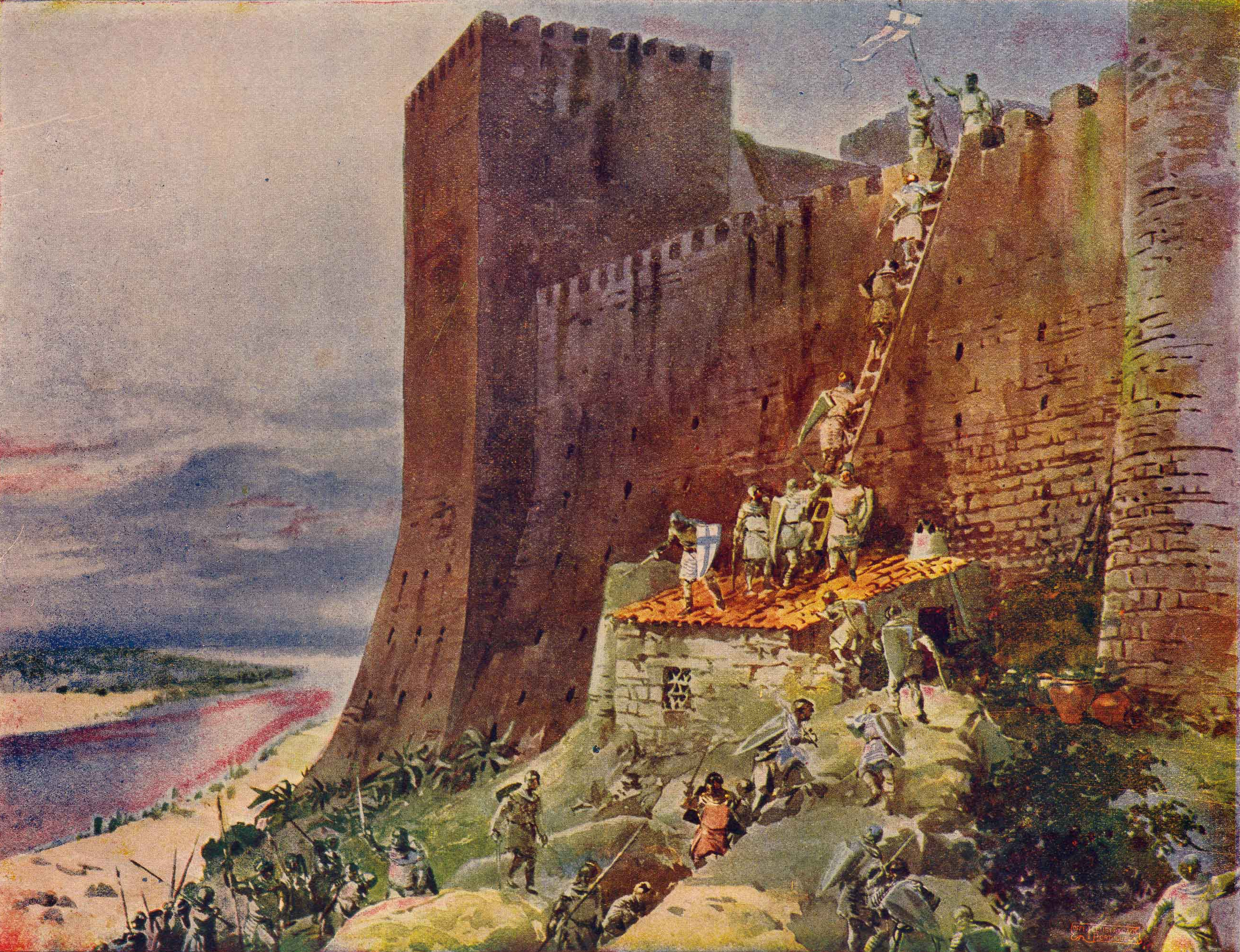
تحجيم لشنترين، بريشة روكي غاميرو.

للتجسس على دفاعات شنترين، أرسل ألفونسو مم راميريس إلى المدينة بذريعة الحديث مع فرسان الهيكل الذين اُسروا في سور. لقد تم اختيار التوقيت المناسب لمهاجمة شنترين بعناية، إذ كانت سلطة المرابطين تتفكك في إيبيريا وأفريقيا بسبب الثورات، وخاصة بسبب ظهور الموحدين.
في العاشر من آذار، انطلق الملك من كويمبرا برفقة 250 رجلًا من فرسان الهيكل والمشاة، وبعد مسيرة استغرقت خمسة أيام، تمت ليلًا وعلى طرق فرعية، أقاموا معسكرهم في بيرنيس. وعند بزوغ فجر اليوم التالي، تسلّق عدد قليل من الرجال بقيادة مم راميريس أسوار شنترين، ثم فتحوا الأبواب للملك ورجاله المنتظرين خارجها. وهكذا سقطت المدينة تحت السيطرة البرتغالية.

### الفتح النهائي لشبونة، 1147 م

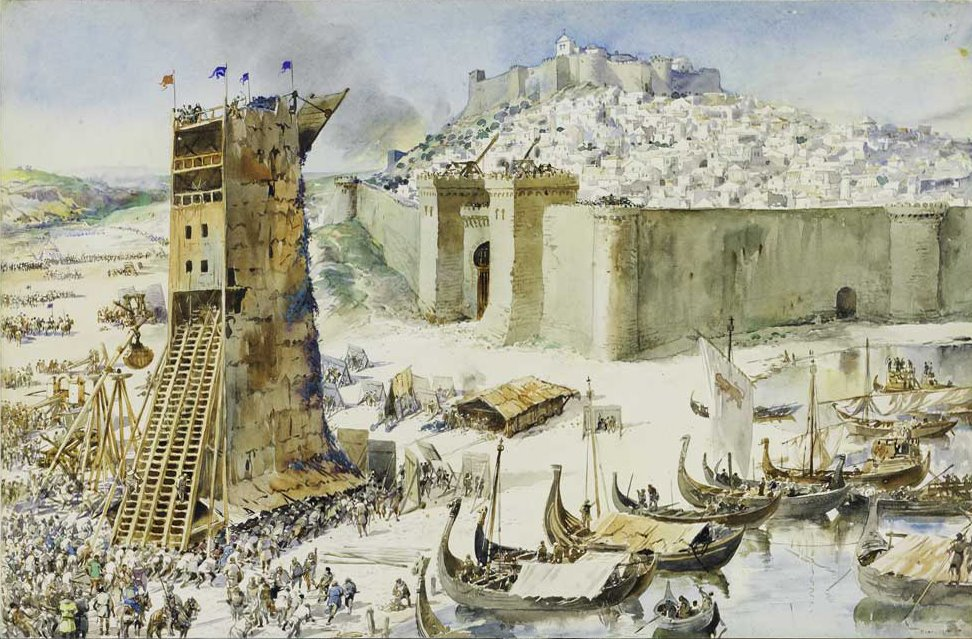
حصار لشبونة، بريشة روكي غاميرو.

بعد سقوط الرها، دعا البابا أوجينيوس الثالث إلى حملة صليبية جديدة، وفي ظل هذه الظروف، رسا أسطول صليبي جديد قوامه 164 سفينة في بورتو في 16 حزيران 1147، في طريقه إلى الشرق الأوسط. أقنع أسقف بورتو، بيدرو بيتويس الثاني، الأسطول بالمشاركة في حصار لشبونة المخطط له.
غادر جيش ألفونسو هنريكيز كويمبرا في السادس من حزيران، وعندما أبحر أسطول الحملة الصليبية في نهر التاجو في الثامن والعشرين من حزيران، كان البرتغاليون قد نصبوا معسكرهم بالفعل في جبل ساو جينس شمالًا. رافق الملك بعض أبرز الشخصيات النبيلة في تلك الفترة، مثل فرناؤو مينديز الثاني من براجانزا والراية الملكية فرناؤو بيريش كاتيفو، إلى جانب نبلاء أقل منزلة مثل مارتيم مونيز، الذي قُتل خلال الحصار. ويُقدّر عدد البرتغاليين بحوالي 3000 رجل، في حين بلغ عدد الصليبيين بين 10,000 إلى 13,000 شخص.
في 29 حزيران، اجتمع الملك مع القادة الصليبيين الرئيسين من أجل تحديد كيفية تقسيم الغنائم، وتم الاتفاق على أن يحتفظ الصليبيون بأي غنائم يحملونها، والسجناء وفديتهم، وكذلك حقوق التجارة المستقبلية، في حين يحتفظ الملك بالمدينة ومنازلها، حتى يتمكن من مكافأتهم بها كجائزة للمشاركين في الحصار الذين أعربوا عن رغبتهم في الاستقرار في لشبونة.

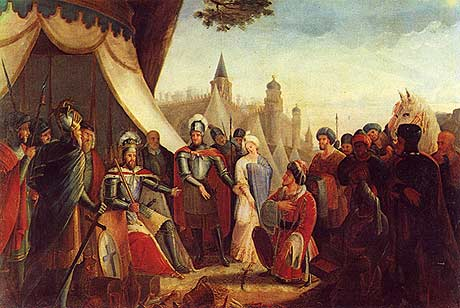
استسلام لشبونة، لوحة من القرن الثامن عشر بريشة جواكيم رودريغيز براغا.

رفض المسلمون عرضًا االاستسلام السلمي، الذي نصّ على مغادرتهم. نصب الإنجليز والنورمانديون معسكرهم غرب المدينة، بينما اختار الألمان والفلمنكيون المكان الذي يقع فيه دير ساو فيسينتي دي فورا حاليًا. تلا ذلك حصار قاسٍ، استولوا فيه على الضواحي الخارجية بعنف، واستُخدمت فيه المنجنيقات الجرارة والمناجم الجوفية وبرج حصار متحرك كبير. بعد ثلاثة أشهر وعشرين يومًا، عانى المدافعون المسلمون بشدة من الجوع والطاعون بسبب نقص المساحة لدفن الموتى، وطُلب منهم الاستسلام. دخل الملك المدينة رسميًا في 25 تشرين الأول، ولم يُبقِ على أحد منهم.

## التقدم الأول جنوب نهر تاجوس، 1147–1189
تم الاستيلاء على ألمادا الواقعة على الضفة الجنوبية لنهر تاجوس أثناء حصار لشبونة، في حين تم التخلي عن بالميلا من حاميتها بمجرد سقوط لشبونة، لعلم المدافعين باستحالة التحصّن بها.
تم تسلق أوبيدوس أثناء الليل وتم أخذها بالقوة من مجموعة من الرجال بقيادة غونزالو مينديز دا مايا في 11 كانون الثاني.
في عام 1151 م، ثار ابن قسي ضد الموحدين في سيلفش وسعى إلى حماية الملك البرتغالي أفونسو، رافعًا شعارات إسلامية مالكية. وعندما أصبح هذا الاتفاق علنيًا، قُتل وقُطع رأسه على يد مجموعة من المنشقين.

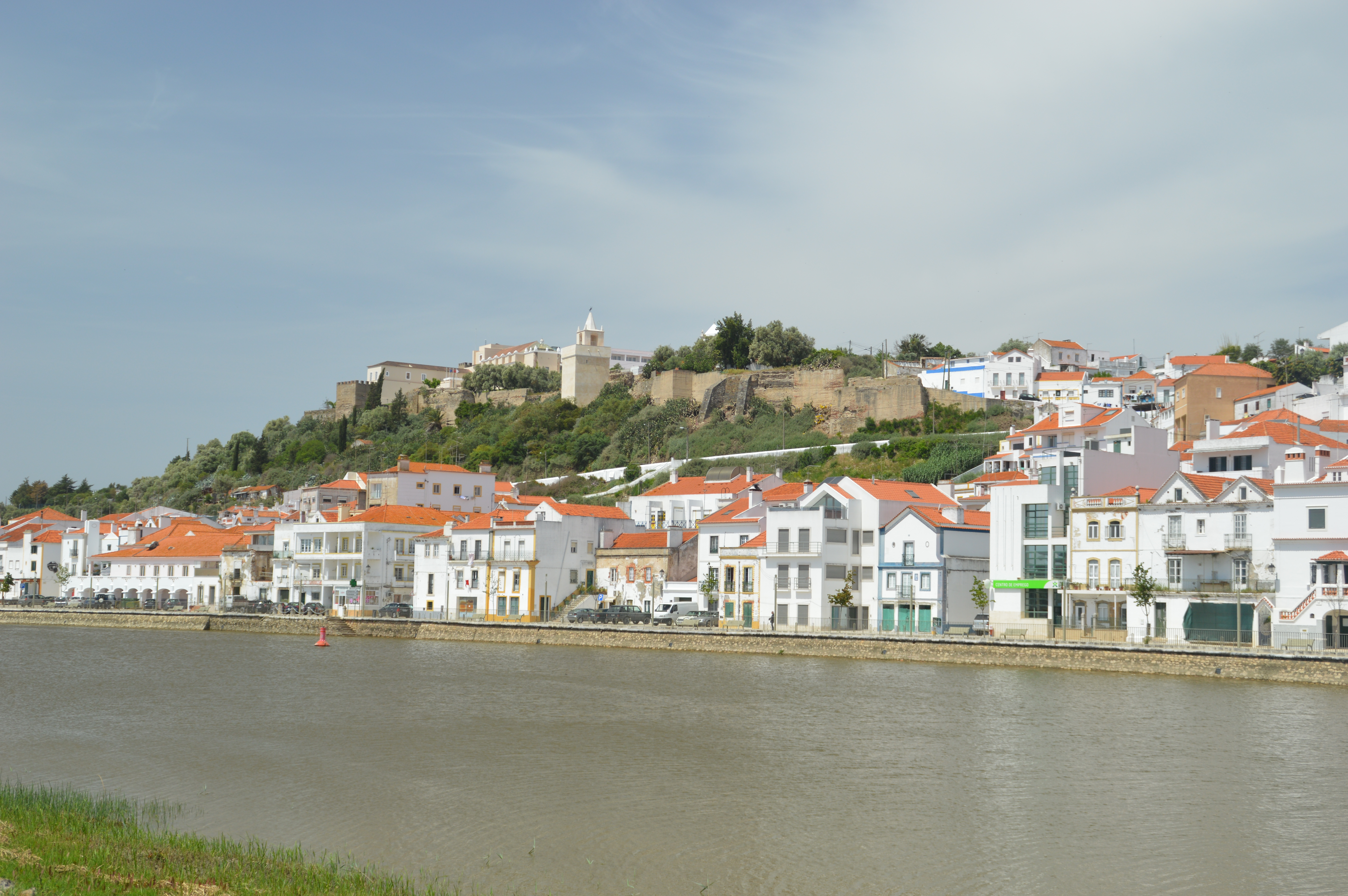
قصر قلعة أبي دانس.

حاول أفونسو هنريكس الاستيلاء على قصر أبي دانس شخصيًا عام 1151 على رأس مجموعة من الرجال، كما فعل في شنترين، إلا أن البرتغاليين انكشفوا وأصيب الملك، فعاد إلى لشبونة. بعد ثلاث سنوات من السلام، هاجم أفونسو هنريكس قلعة أبي دانس دو سال، إلا أن معقل المسلمين قاوم. شُنّ هجوم ثالث على قلعة أبي دانس عام 1157 بدعم من أسطول صليبي بقيادة تييري كونت فلاندرز الألزاسي، إلا أن المسيحيين صُدّوا مرة أخرى. في نيسان 1158، سُحقَت قلعة أبي دانس بعد حصار دام ستين يومًا.
دخل باجة عساكر غير منظمة من شنترين في كانون الأول 1159 م ولكن تم التخلي عنها في نيسان من العام التالي.
دارت معركة حاسمة في منطقة ألينتيجو بين الموحدين والبرتغاليين، انتهت بانتصار الموحدين وفرار البرتغاليين. وفي أواخر تشرين الثاني من عام 1162 م، تعرضت بيجا لهجوم ونهب من جديد على يد البرتغاليين.
في عام 1165، تم الاستيلاء على سيسيمبرا بالقوة واستسلمت بالميلا، التي أعاد المسلمون احتلالها منذ ذلك الحين، إلى ألفونسو هنريكس. في 30 تشرين الثاني من نفس العام، تبرع الملك ألفونسو بقلعة مونسانتو إلى فرسان الهيكل. وفي عام 1165 أيضًا، استولى جيرالدو الشجاع على ترجالة ويابرة، في منتصف الليل ثم عرض المدينة الأخيرة على ألفونسو هنريكس، على ما يبدو مقابل مبلغ كبير من المال، ثم جعله الملك قائدها. في العام التالي استولى جيرالدو على قصرش ومونتانشيز وألكونشيل وشربة وجلمانية، والتي أصبحت الأخيرة قاعدة جيرالدو لهجمات ضد مدينة بطليوس الرئيسة. وفي عام 1166 م استقر الرهبان المحاربون التابعون لرهبنة عسكرية كاثوليكية تم إنشاؤها حديثًا في إيفورا، ولكن بأمر من البابا تم دمجهم في رهبنة فرسان قلعة رباح.

صليب كالاترافا.

في عام 1167، استولى غونسالو مينديز دا مايا على قلعة نودار.

### حصار بطليوس، 1169
م
كانت بداخوز واحدة من أهم قلاع الموحدين في الأندلس، وكانت سلطاتها تدفع الجزية لإمبراطور ليون. وبسبب الصراعات الأهلية المستمرة، كان الإقليم المحيط بها قد أصبح مهجورًا آنذاك.
اندلعت الحرب بين البرتغال وليون في عام 1167، وبعد عامين شن جيرالد الجريء ورجاله هجومًا على بداخوز، حيث تسلقوا أسوارها واستولوا على المدينة. غير أن الحامية انسحبت إلى القلعة العليا، التي لم يتمكن رجال جيرالد من اقتحامها، فطلبوا المساعدة من ألفونسو هنريكيز.
وصل جيش الملك البرتغالي إلى بداخوز واستقر داخل المدينة، لكن المدافعين الذين كانوا في القلعة العليا نُقذوا بشكل غير متوقع ليس على يد الخليفة الموحدي، بل على يد إمبراطور ليون وجيشه. وعندما حاول ألفونسو الخروج على فرسه مع رجاله، انكسر ساقه عند أبواب المدينة، فأسره الليونيين في كايا.
عامل إمبراطور ليون الملك البرتغالي بعدل ولباقة، إلا أن ألفونسو هنريكيز اضطر لدفع فدية ملكية والتخلي عن الأراضي التي استولى عليها في جيليقية مقابل حريته، التي مُنحت له بعد احتجاز دام شهرين. وبينما قضى بعض الوقت في ينابيع ساو بيدرو دو سول في فترة تعافيه، لم يستطع ركوب الخيل مرة أخرى.
كما اُسر جيرالدو الشجاع، واضطر للتخلي عن قلاع تروخيو، مونتانشيز، سانتا كروز ومونفراج مقابل حريته.

### حملات الموحدين 1170–1173 م

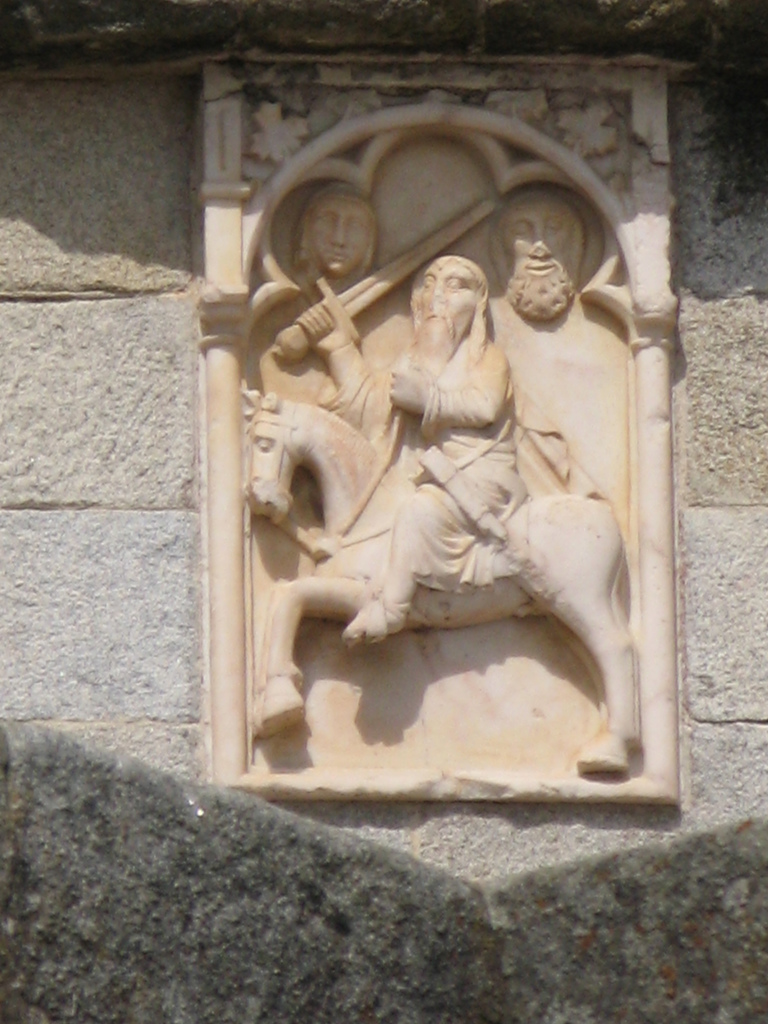
جيرالدو الشجاع ممثلًا في كاتدرائية يابرة.

لم تُثبط هزيمة بطليوس عام 1169 معنويات البرتغاليين. فبعد بضعة أشهر فقط من الحصار، استأنف جيرالدو الشجاع الغارات على منطقة بطليوس وبعد استدراج حاميتها للخروج من خلال هجوم مصطنع والتراجع نصب لها كمينًا وهزمها تمامًا. في 15 أيار 1170 استولى على قافلة كبيرة من الإمدادات الموحدية أُرسلت لتخفيف المجاعة في بطليوس. ونظرًا لأن الملك أفونسو أصبح الآن غير قادر جسديًا على الركوب وبالتالي قيادة جيشه في الحملة، فقد مُنح الأمير سانشو لقب فارس في كنيسة سانتا كروز في كويمبرا في 15 آب 1170. وبعد بضعة أسابيع في أيلول، قاد الأمير حصارًا جديدًا ضد بطليوس التي أصبحت الآن ضعيفة للغاية ولكن تم تحرير المدينة مرة أخرى في الوقت المحدد، ليس فقط من القوات الليونية ولكن أيضًا من جيش الموحدين بقيادة أبي حفص عمر بن يحيى الهنتاتي. لذلك انسحب البرتغاليون في تشرين الأول أو أوائل تشرين الثاني.
بعد أن أثارت الهجمات على بطليوس قلق الموحدين، شنّوا غزوًا على البرتغال عام 1170 وهاجموا باجة. وشهدَت أسوار المدينة معركة قصيرة في نيسان، وفي تموز، أُجبر المسلمون على رفع الحصار. شجع دوم غولديم بايس، معلم فرسان الهيكل في البرتغال، على تجديد قلعة ألمورول عام 1171 م. وبدعوة من الملك أفونسو، تأسست جماعة سانتياغو في البرتغال عام 1172 م بعد أن مُنحت قلعة مونسانتو (التي كانت في السابق ملكًا لفرسان الهيكل) ثم قلعة أبرانتيس في العام التالي.

### الهدنة، 1173-1178 م
تم إرسال سفراء إلى إشبيلية وتم الاتفاق على هدنة بين ألفونسو هنريكس والموحدين بعد شهر في تشرين الأول 1173 م.

شعار النبالة لشبونة.

نُقل رفات القديس فيسينت السرقسطي إلى لشبونة خلال هذه الهدنة في عام 1173 م. أبحر عدد من سكان لشبونة إلى ساجريس وأعادوا رفات القديس المدفون في معبد على "الرأس المقدس". وعند عودتهم، تسبب المكان الذي يجب أن تُودع فيه الرفات في حدوث اضطراب بين سكان مستعربين في أبرشية سانتا جوستا وعميد كاتدرائية لشبونة والرهبان الأوغسطينيين في دير القديس فيسينت. نزل كبير حرس الحدود في إستريمادورا غونسالو فيغاس دي لانوسو من القلعة برفقة فيلق من الجنود، ولم يتمكن من استعادة الأمر والتوصل إلى اتفاق بين جميع الأطراف إلا من خلال تدخله المسلح، حيث تم إيداع الرفات في الكاتدرائية، على الرغم من احتفاظ الرهبان بقطعة منها. وأصبحت السفينة التي تحمل رفات القديس فيسينت مصحوبة بالغربان منذ ذلك الحين هي مسؤولية شعار النبالة لشبونة.
بعد توقيع هذه الهدنة، ترك جيرالدو الشجاع خدمة الملك ألفونسو مع 350 رجلًا وسعى للحصول على وظيفة تحت قيادة الموحدين، الذين وضعوه في سوس في شمال إفريقيا. بعد ظهور الاتصالات بين جيرالدو والملك ألفونسو، تم نقله إلى الداخل إلى درعة وأعدمه الحاكم، حيث بدا أنه كان جاسوسًا.
في عام 1176 م، تبرع الملك البرتغالي بكوروتشي إلى فرسان قلعة رباح، حيث كانت قلعتها تحرس الطريق الذي يربط شنترين بيابرة.

### الغارات البرتغالية على أراضي الموحدين، 1178-1183
بمجرد انتهاء الهدنة مع المسلمين، قاد الأمير سانشو غارة كبيرة في عمق الأراضي الإسلامية. تجمعت القوات في كويمبرا في شهر أيار وشملت كل من المشاة والفرسان من وسام كالاترافا، والميليشيات الحضرية للمدينة وكذلك العديد من المدن الأخرى، مثل شنترة ولشبونة ويابرة، وجحافل بعض النبلاء الرئيسين في البرتغال. بلغ عددهم حوالي 2300 من الفرسان و5000 من المشاة وكانوا أكبر القوات التي حشدتها التاج البرتغالي حتى ذلك الوقت.
نهبوا المناطق التي يسيطر عليها الموحدون في باجة. وبعد أن قاموا بجولة واسعة عبر إكستريمادورا الإسبانية الحديثة، عبر البرتغاليون جبل الشارات ووصلوا إلى إشبيلية في تشرين الثاني، إلا أن جيشهم لم يكن كافيًا لمهاجمة المدينة العظيمة. خيّموا على بعد بضعة كيلومترات غرب إشبيلية وهزموا جيش الموحدين الذي أرسل لاعتراضهم في معركة كبيرة خارج المدينة.
بينما كانت المدينة تقع على الضفة اليسرى للنهر، كانت ضواحي تريانا تقع على الضفة اليمنى وكانت متصلة بجسر من المراكب الشراعية بالقرب من برج الذهب. كان هناك برج يطل على الجسر. فنهبوا الضواحي واستولوا على غنائم وفيرة، وذبحوا كل ما حول المنطقة.
أثناء العودة إلى كويمبرا، تعرضت لبلة وجبل العيون لغارات. هزمت مفرزة من 1400 فارس خفيف وحامية ألكاسير دو سال فرقة موحدية من باجة وسربا بقيادة القائدين ابن وزير وابن تيمساليت، وكلاهما قُتل في المعركة. كانت غارة تريانا الكبرى واحدة من أكثر العمليات العسكرية جرأة التي أجريت في تاريخ البرتغال وسمحت للأمير سانشو بتأكيد نفسه كقائد جدير ووريث للعرش.
بعد بضع سنوات، في عامي 1182/1183 م، قامت حملة برتغالية جديدة، شُكِّلت من ميليشيات من لشبونة وشنترين، بنهب منطقة أخارافي، أرض القرى وبساتين الزيتون الواقعة غرب إشبيلية. وقد أسروا عددًا كبيرًا من الناس، جلهم من المسلمين، وبعضهم من المسيحيين واليهود الذين عاشوا هناك.

### هجمات الموحدين 1179–1184 م

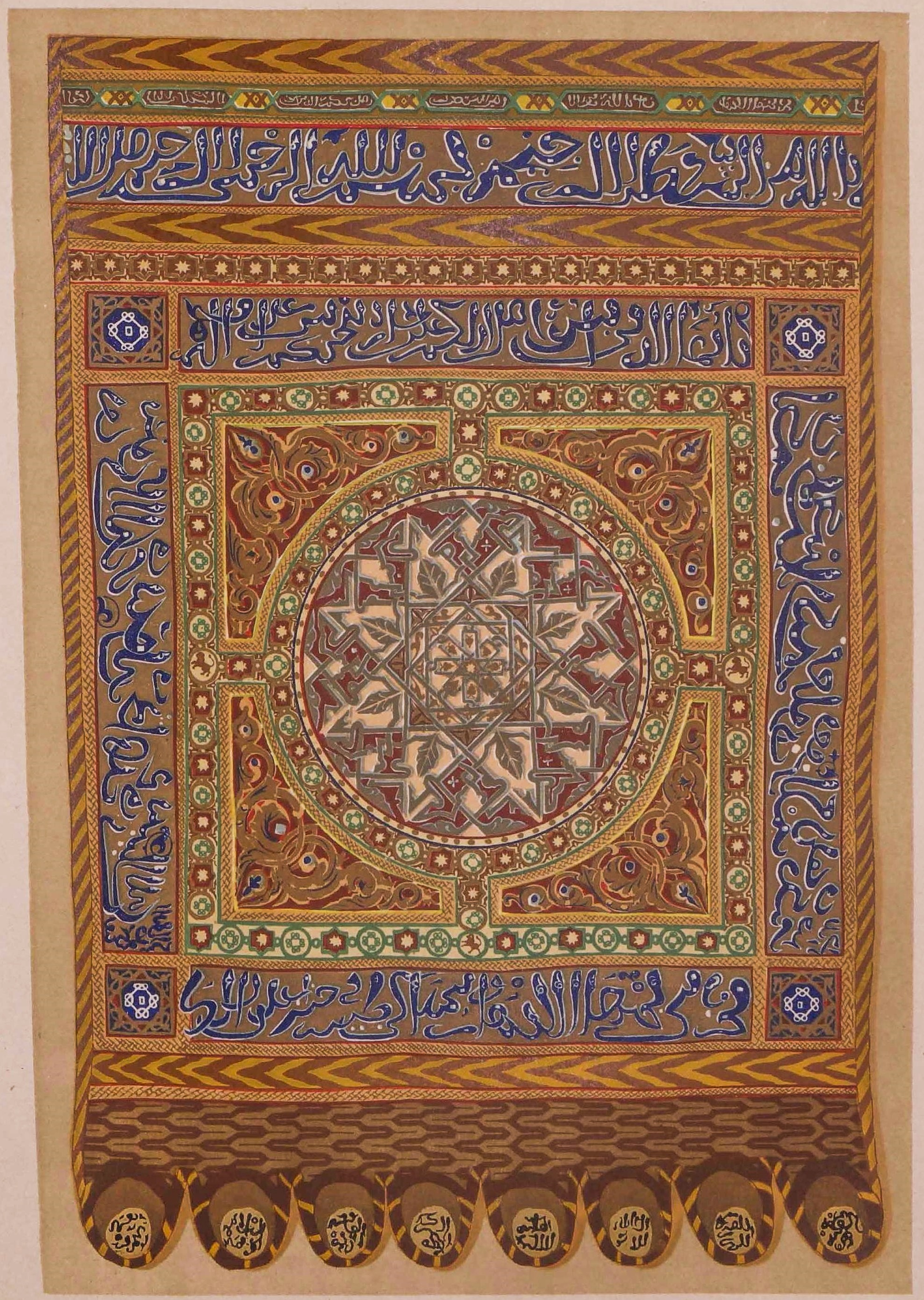
راية الموحدين التي تم الاستيلاء عليها سنة 1212م.

سرعان ما تلت أعمال الانتقام لسانتشوس جرأته على "غارة تريانا"، كما عُرفت لاحقًا. ففي عام 1179 م، غزا الموحدون البرتغال للمرة الثانية. هاجموا أبرانتيس، التي لم يتمكنوا من الاستيلاء على قلعتها. كما أغار أسطول مسلم على ضواحي لشبونة، محاولًا السيطرة على محيط المدينة.
في عام 1179 حصل حدث عُد مَعلمًا في التاريخ البرتغالي إذ اُعترف بالبرتغال كمملكة مستقلة من الفاتيكان بموجب المرسوم البابوي ثبت بوضوح، وذلك إلى حد كبير نتيجة للجهود التي بذلها الملك أفونسو ضد المسلمين.
في عام 1180 م هاجم الموحدون البرتغال للمرة الثالثة. غادر أسطول من السفن الشراعية (قادس) من إشبيلية لغزو الساحل البرتغالي في هذا العام وفي ظل هذه الظروف خاضت معركة رأس إسبيشيل في 15 تموز، حيث هزم أول أميرال للبرتغال دوم فواس روبينيو الأسطول الإسلامي. ثم غادر إلى سبتة واستولى على السفن في مينائها. وفي أواخر عام 1180 م غادر جيش الموحدين من إشبيلية بقيادة محمد بن يوسف بن وامودين، الذي حاصر يابرة ، بينما دمرت مفرزة كوروشي وأسرت سكانها والمدافعين عنها. وبينما كان حصار يابرة مستمرًا، هُزم أسطول برتغالي مكون من 21 سفينة شراعية بقيادة فواس روبينيو على يد أسطول مكون من 51 سفينة شراعية مسلمة. ومع ذلك، في يابرة، اضطر الموحدون إلى رفع الحصار والعودة إلى إشبيلية.
عبر الخليفة الموحدي أبو يعقوب يوسف مضيق جبل طارق على رأس جيش كبير عام 1184 م، وعبر إشبيلية وبطليوس، غزا البرتغال للمرة الرابعة. حاصر شنترين، ثم دافع عنها ألفونسو هنريكس وولي عهده الأمير سانشو. وما إن انتشر خبر حصار بطليوس، حتى حشد الملك فرديناند الثاني ملك ليون جيشًا وسار لمساعدة البرتغاليين.
أمر الخليفة بمهاجمة لشبونة، لكن الأوامر لم تُبلّغ بشكل صحيح، وما إن انسحب جزء من الجيش حتى بدأت بقية قواته بالانسحاب. وبينما كان يحاول استعادة النظام، أصيب على الطريق بعد ذلك بوقت قصير، في 29 تموز 1184 م.

### الهدنة، 1184-1189 م

العلم في عهد سانشو الأول.

بعد وفاة الخليفة أبي يعقوب يوسف، تفاوض الأمير سانشو على هدنة مع ابنه وخليفته أبي يوسف يعقوب.
في 6 ديسمبر 1185 م، توفي الملك أفونسو هنريكس وخلفه وريثه على العرش باسم سانشو الأول. كانت السنوات الأربع الأولى من حكمه سلمية. واجه سانشو مشكلة المساحات الشاسعة من الأراضي المهجورة جزئيًا والمستوطنات المدمرة والحقول غير المزروعة بسبب الحرب. بدأ باغتنام الفرصة للتركيز على تنظيم إدارة مملكته، ومنح مواثيق تنظم القوانين والامتيازات للعديد من المدن البرتغالية مثل غوفية وكوفيليا في عام 1186، وبازو وبرغنسة في عام 1187 م، وفولجوسينيو وفالهاس في عام 1188 م. بُنيَت قلعة جديدة على الحدود الجيليقية في كونتراستا، والمعروفة الآن باسم بلنسية. وقد تبرّع بقلعة ألكانيدي إلى وسام قلعة رباح في عام 1187 م.

### حصار سيلفش، 1189 م

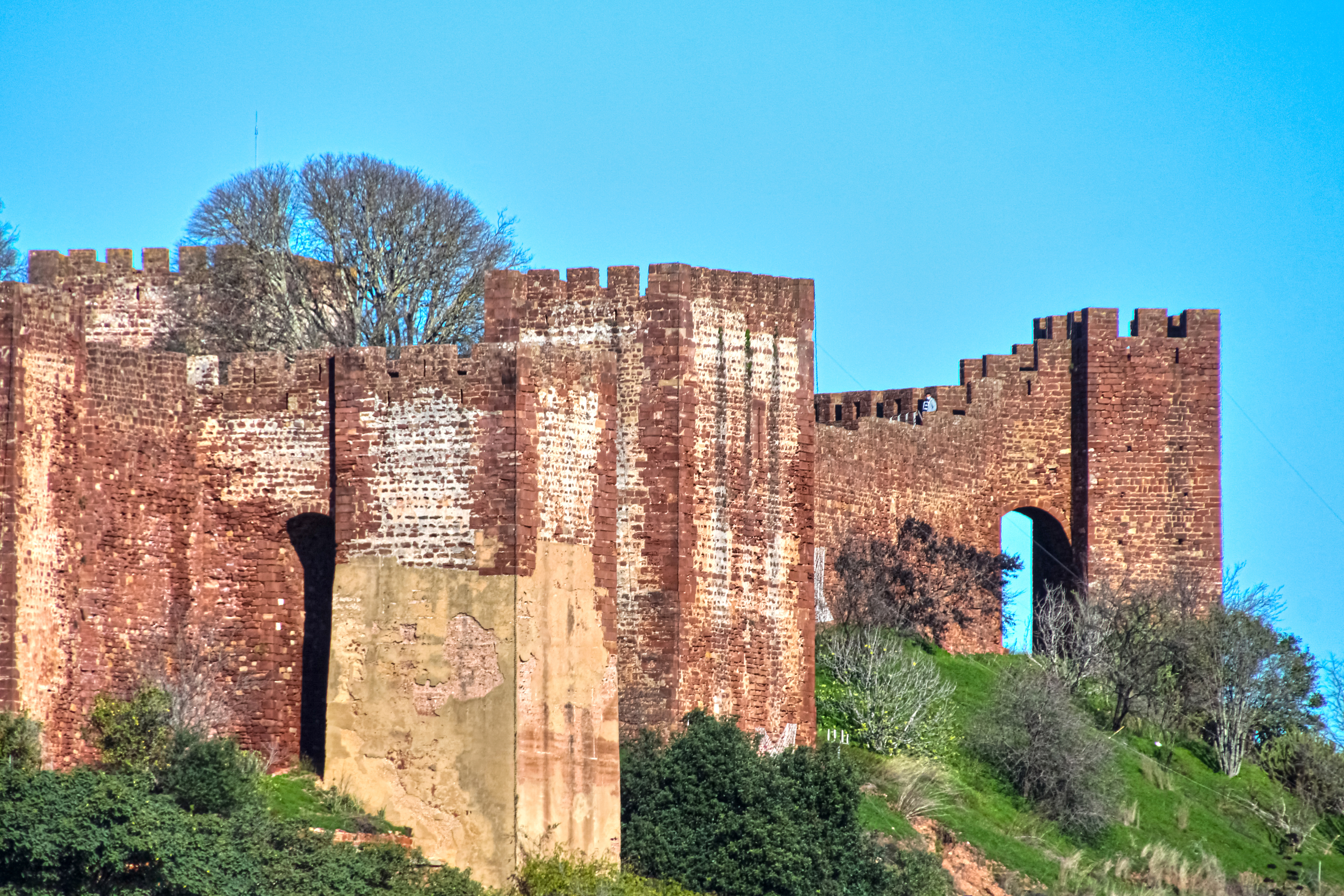
أسوار وأبراج منفصلة لقلعة سيلفش.

عندما فتح صلاح الدين القدس في تشرين الأول 1187 م، دعا البابا غريغوري الثامن إلى الحملة الصليبية الثالثة. أدرك سانشو أن موجة جديدة من الأساطيل الصليبية ستمر قريبًا بالسواحل البرتغالية في طريقها إلى فلسطين. وفي عام 1189 م، رست سفن من الدنمارك وفريزيا في لشبونة، وفي حزيران هاجمت قلعة ألفور في الغرب. ورافقتهم سفن برتغالية حتى جبل طارق.
وصل أسطول صليبي جديد إلى لشبونة في 3 أو 4 تموز، وفي هذه المناسبة حصل الملك سانشو على دعمهم لهجوم مخطط ضد مدينة سيلفش الرئيسة، وهي الأهم في غرب الأندلس.
في 20 تموز 1189 م، أقام الجيش البرتغالي معسكرًا بالقرب من سيلفش، بالتزامن مع وصول الأسطول الصليبي بحرًا وإبحاره في نهر أراد. تعرضت المدينة للهجوم لأول مرة في اليوم التالي، واستمر لمدة شهر ونصف تقريبًا، حيث تعرضت لحصار عنيف استُخدمت فيه آليات الحصار. استسلم السكان، بالإضافة إلى القلاع المحيطة في لاغوس، وألفور، وبورتيماو، ومونشيك، وسانتو إستيفاو، وكارفويرو، وساو بارتولوميو دي ميسينيس، وبادرني، وساجريس.

## الحملات الموحدية الكبرى، 1190-1191 م

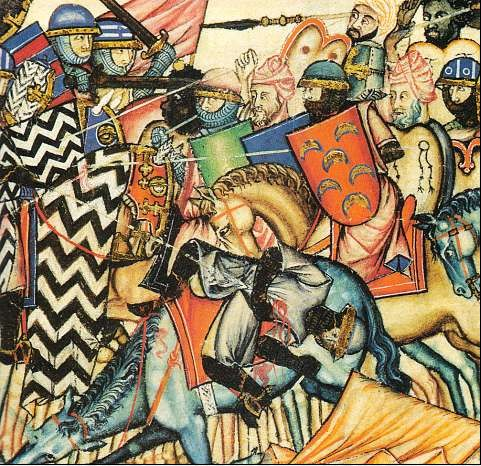
معركة الاسترداد ممثلة في كانتيجاس دي سانتا ماريا.

كان الخليفة الموحدي أبو يوسف يعقوب المنصور يخطط لحملة كبيرة ضد البرتغال منذ عام 1188 م على الأقل، حتى قبل غزو سيلفش، حيث يعلم بمصير الدولة في ظل تنافي النفوذ الضخم في البرتغال. ومع ذلك، تسبب استيلاء البرتغاليين على هذه المدينة المرموقة في غضب في المغرب وأمر الخليفة بالدعوة للجهاد. وفي نيسان 1190 م، عَبَر مضيق جبل طارق على رأس جيش كبير في سيلفش المحاصرة في حزيران. ومع ذلك، ترك الخليفة ابن عمه السيد يحيى بن عمر في قيادة العمليات ثم غادر إلى قرطبة، حيث التقى بسفراء الملك ألفونسو الثامن ملك قشتالة، الذي قبل الهدنة، تاركًا الموحدين أحرارًا للتركيز على هجوم مضاد ضد البرتغال.

### حملة 1190 م
ومن قرطبة، شرع الخليفة الموحدي في غزو الأراضي البرتغالية، ودخلها عبر ألينتيخو.
بينما كانت سيلفش تحت الحصار، هُوجمت توريس نوفاس واستُوليَ عليها. ثم حاصر الخليفة بنفسه تومار، وهي قلعة فرسان هيكلية حصينة يدافع عنها غولديم بايس، معلم فرسان الهيكل في البرتغال. إلا أن هدف الخليفة كان مدينة شنترين المهمة وحصنها الحصين.

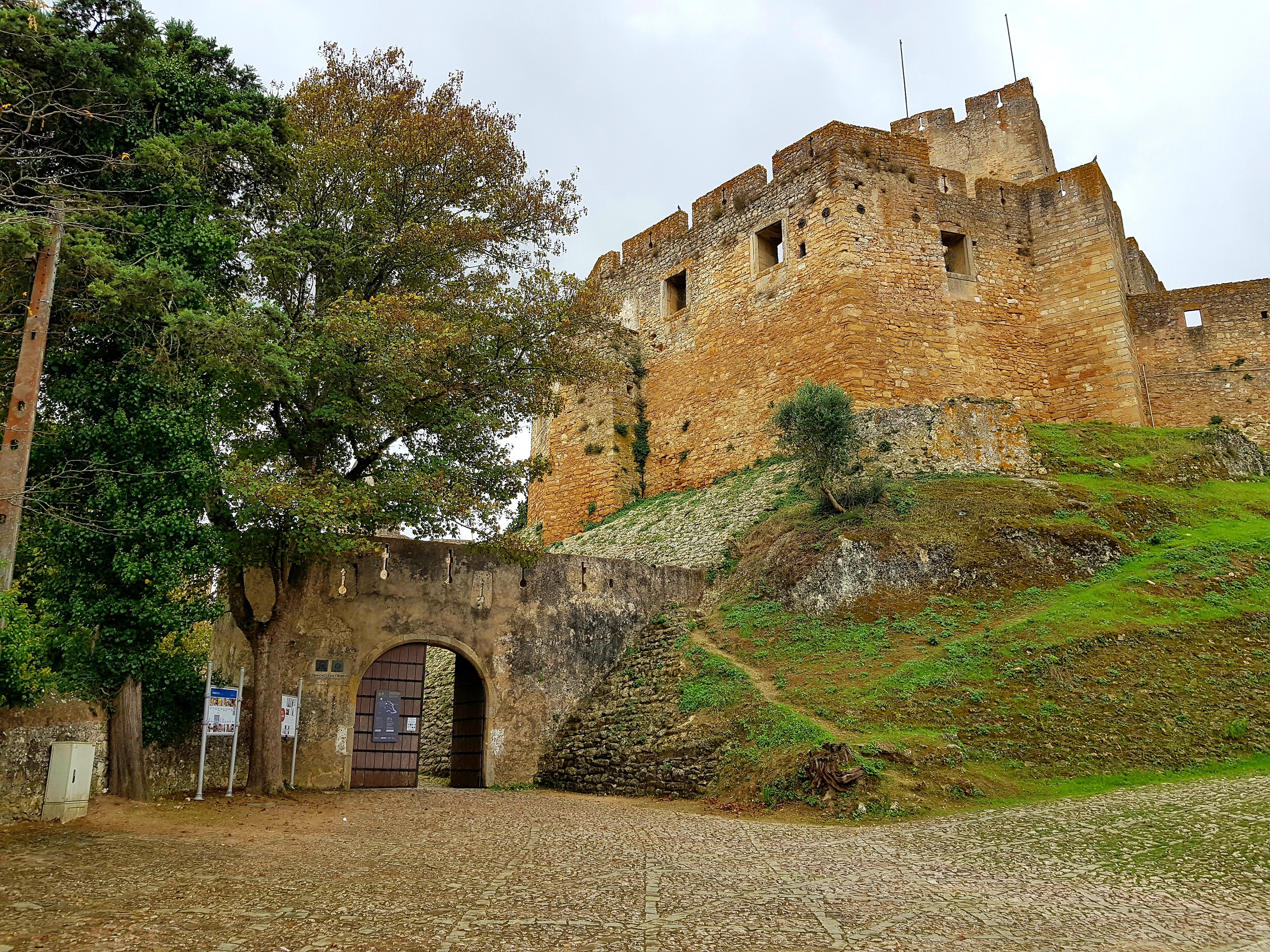
قلعة تومار.

بالصدفة، في هذا الوقت، رست عدد من السفن الصليبية القادمة من شمال أوروبا في طريقها إلى الأراضي المقدسة في سيلفش ولشبونة بسبب سوء الأحوال الجوية. كان الملك سانشو ملك البرتغال في لشبونة في ذلك الوقت وتمكن من الحصول على دعم 500 صليبي لتخفيف الحصار عن شنترين، ومن ثم رفض مقترحات السلام التي قدمها الخليفة، والتي تضمنت التخلي عن شنترين مقابل أمان السكان والعسكر. ثم غادر الملك إلى شنترين واستقر في المدينة مع قواته. حُوصرت شنترين، ولكن بعد أن واجهت مقاومة أثقل مما كان متوقعًا، أمر الخليفة برفع الحصار عن شنترين وتومار، وانسحب جنوبًا. كان مريضًا في تلك المرحلة، فرفع حصار سيلفش أيضًا وغادر إلى إشبيلية لقضاء الشتاء مع جيشه.
اندلعت أعمال شغب عنيفة بين الصليبيين وسكان لشبونة الذين كان معظمهم مسلمين، وفيهم عدد كبيرة من اليهود، مما أدى إلى سجن نحو 700 صليبي. وفي 24 تموز، غادر الأسطول الصليبي لشبونة.

### حملة 1191

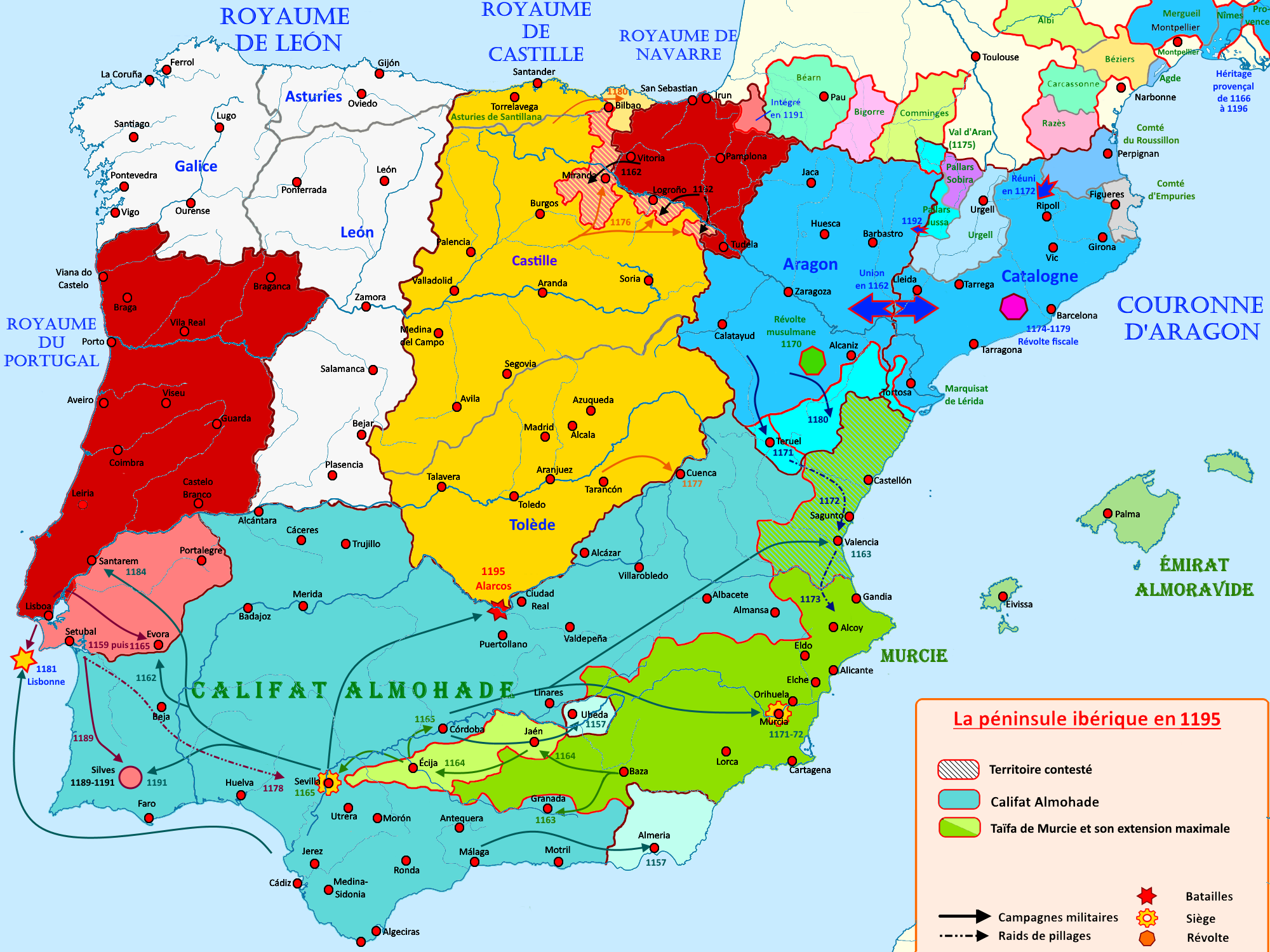
شبه الجزيرة الأيبيرية في عام 1195 م.

في شهر نيسان من عام 1191، أطلق الخليفة الموحدي حملة جديدة ضد البرتغال، كانت أوسع نطاقًا وأفضل استعدادًا من سابقاتها. فحوصرت مدينة ألكاسير دو سال، وسقطت في أيدي الموحدين بعد أن استسلم مدافعوها مقابل الحفاظ على أرواحهم. وقد أُقيم فيها حامية مسلمة، وجرى تسليم قيادة المدينة إلى محمد بن صدراي بن وزير. كما خُصصت ضرائب معينة من سبتة وإشبيلية لتأمين نفقات تحصين هذا الحصن وصيانته.
بعد ألكاسير دو سال، استولى الموحدون على بالميلا وكوينا وألمادا . هُدمت قلعة ليريا، وغزت مقاطعة كويمبرا.
في منطقة الغرب، استولى الموحدون على حصن ألفور. ثم فُرض حصار جديد على مدينة شلب، وقد امتلك الخليفة هذه المرة عددًا من آلات الحصار يفوق ما لدى المدافعين بأربعة أضعاف. وقد اختُرقت أسوار المدينة، فانكفأ المدافعون إلى القلعة العليا يتحصنون بها. وبعد نيلهم إذن الملك، سلّم البرتغاليون المدينة في الخامس والعشرين من يوليو، شريطة أن يُؤذن لهم بالانسحاب بأرواحهم فقط.
عُقدت بعدها هدنة بين الموحدين والبرتغال، وانسحب الخليفة إلى المغرب. وهكذا فُقدت جميع الأراضي التي كانت البرتغال قد فتحتها جنوب نهر التاجة، باستثناء مدينة إيفورا، التي صمدت كجيبٍ معزول بيد المسيحيين، محاطٍ بأراضٍ إسلامية من كل جانب.

## التوحيد، 1191–1217 م

صليب فرسان الإسبتارية.

من أجل تأمين الأراضي التي لا تزال تحت السيطرة البرتغالية من غارات المسلمين المستقبلية، انتهج الملك سانشو سياسة تقوم على ترسيخ النفوذ وتحصين الحدود، التي عادت لتستقر عند نهر التاجة. وقد حظيت هذه السياسة بدعم واسع من الأوامر العسكرية، وعلى رأسها فرسان الهيكل، إلى جانب فرسان سانتياغو، وكالاترافا، والفرسان الإسبتاريين، الذين لم يقتصر دورهم على الدفاع العسكري، بل ساهموا أيضًا في تنمية الزراعة. وقد أصبحت سلسلة القلاع والتحصينات الممتدة على الضفة الشمالية لنهر التاجة تُعرف باسم "خط التاجة" (Linha do Tejo بالبرتغالية).
شمل "خط تاجوس" قلاع فرسان الهيكل في ألمورول، كاستيلو برانكو ، بومبال، تومار ، زيزير، إيدانها آ نوفا، قلاع سانتياغو في مونسانتو، أبرانتيس، شنترين، قلعة الإسبتارية في بيلفر، قلعة توريس نوفاس، قلعة ألفيركا، قلعة بوفوس، ولشبونة.
مُنح فرسان الهيكل أراضي في شنترين وإيدانها. مُنح فرسان سانتياغو قلعة شنترين. وفي عام 1193 م، مُنحت قلعة وأراضي مفرة إلى فرسان قلعة رباح. وفي عام 1194 م، تبرع الملك بأراضي غويدينتيستا إلى الفرسان، الذين كانوا في البرتغال منذ عقود قليلة بالفعل، وفي المقابل أقام الفرسان عليها قلعة بيلفر، أول قلعة لهم في البرتغال.

### معركة ألاركوس، 1195
في هذا الوقت، غزا الملك ألفونسو الثامن ملك قشتالة الأندلس وتقدم حتى الجزيرة الخضراء. ولمواجهة التهديد القشتالي، أمر الخليفة الموحدي بالدعوة إلى الجهاد المقدس وعبر مرة أخرى مضيق جبل طارق على رأس جيش كبير. ناشد ألفونسو الثامن ملوك الدول المجاورة لتشكيل تحالف إيبيري كبير، لكن ملوك ليون ونافارا وأراغون امتنعوا عن التصويت. أرسل الملك سانشو فقط مجموعة من القوات لمساعدة قشتالة، بقيادة القائد السابق لسيلفش رودريغو سانشيز وسيد كالاترافا في البرتغال غونسالو فيغاس دي لانهوسو. تعرض الجيش البرتغالي القشتالي لهزيمة ساحقة في معركة الأرك (ألاركوس) وكاد الملك ألفونسو الثامن أن يُقبض عليه، بينما لقي غونسالو فيغاس حتفه في المعركة. وبعد ذلك، وقّع ملك قشتالة هدنة مع الموحدين، فانسحب المسلمون إلى إشبيلية حاملين معهم غنائم ثمينة.
في البرتغال، تأسست مدينة غوردة عام 1199، في موقع كان من الصعب الوصول إليه وسمح بمراقبة ما يصل إلى عشرين فرسخًا من الأراضي المحيطة. في نفس العام، تبرع الملك سانشو لفرسان الهيكل بأراضي أكافا حيث سيتم إنشاء مدينة كاستيلو برانكو. في عام 1200 م، أسس وسام كالاترافا بينافينتي.  اجتاح الجوع جميع أنحاء أوروبا الغربية عام 1202، بما في ذلك البرتغال وتوقفت جميع الجهود العسكرية مؤقتًا من أجل التركيز على الزراعة وجهود الإغاثة. تأسست إيدانها نوفا عام 1205 أو 1206 م وتم تسليمها لفرسان الهيكل. منح الملك إقطاع أفيس لتنظيم قلعة رباح في عام 1211 م مقابل قيام التنظيم ببناء قلعة في هذا الموقع، وهو ما كان من المقرر أن يتم قبل عام 1214 م. أصبحت أفيس المقر الرئيس لفرسان قلعة رباح في البرتغال، ثم المقر الرئيس لتنظيم أفيس العسكري.

### معركة لاس نافاس دي تولوسا، 1212 م

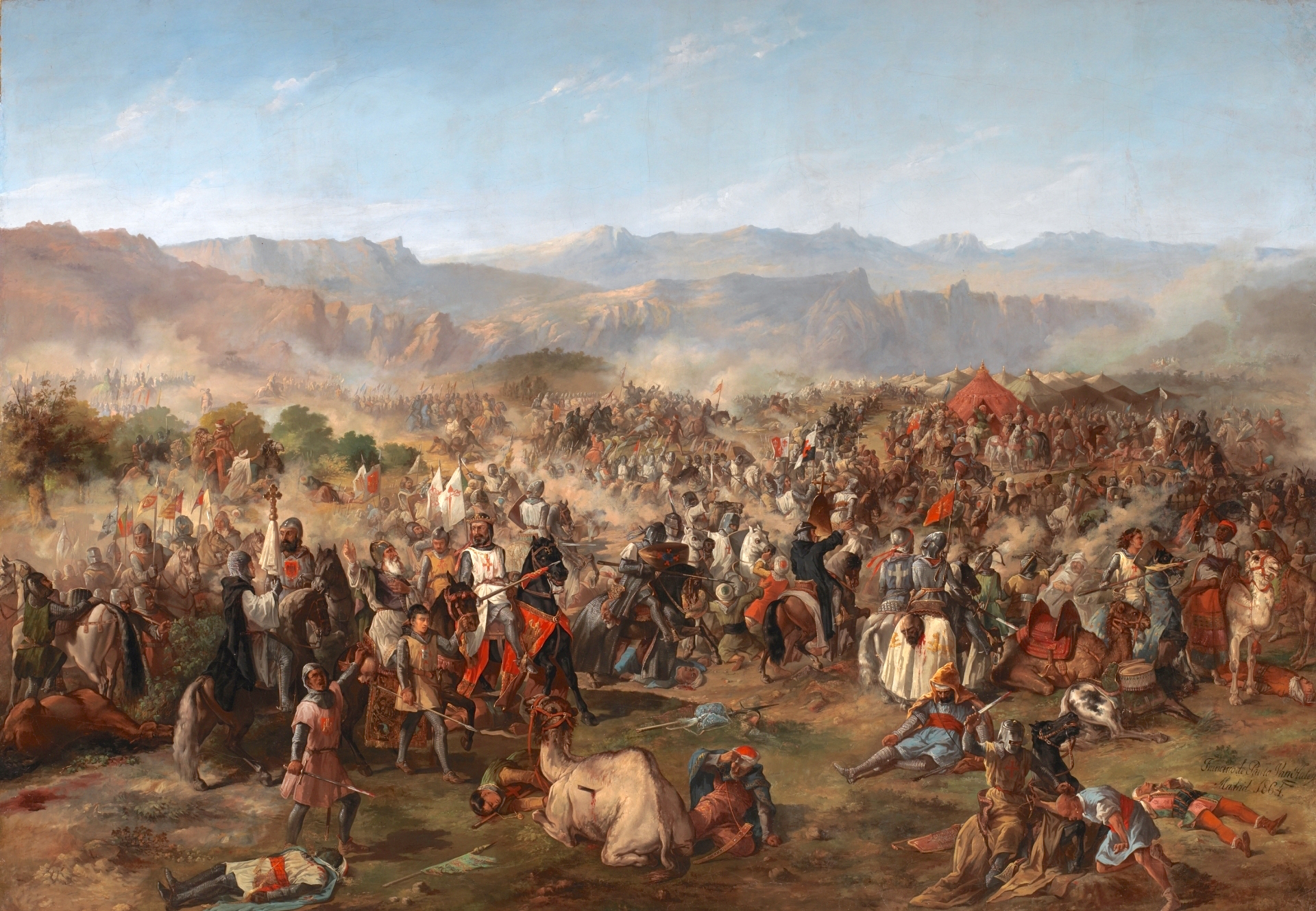
معركة نافاس دي تولوسا

في السادس والعشرين من مارس عام 1211، توفّي الملك سانشو الأول، فخلفه على العرش ابنه الملك أفونسو الثاني. وفي العام ذاته، اندلعت حرب أهلية في البرتغال بين الملك وشقيقاته، دونا مافالدا، ودونا تيريزا، ودونا سانشا. وقد تدخّل ملك ليون في هذا النزاع، مُعلنًا دعمه للأميرات. وفي الأثناء، شنّ الملك ألفونسو الثامن ملك قشتالة حربًا جديدة على الموحدين، بعدما انتهت الهدنة المبرمة معهم، فعاد الخليفة محمد الناصر إلى حشد جيش جرّار، وعبر مجددًا إلى شبه الجزيرة الإيبيرية. إلا أن ملك قشتالة هذه المرة لم يكن بمفرده، فقد ساندته جيوش مملكتي نافارا وأراغون، فضلًا عن فرسان الرهبانيات العسكرية والمتطوّعين الوافدين من شتى أنحاء أوروبا.
لم يكن بمقدور أفونسو الثاني أن يقدّم دعمًا مباشرًا للملوك المتحالفين، إذ كان منشغلاً بحربه مع شقيقاته ومع مملكة ليون. ومع ذلك، لم يتوانَ ملك البرتغال عن إرسال قوة عسكرية للمشاركة في القتال ضد الموحدين. وقد تألفت هذه القوة في معظمها من ميليشيات المدن، لكنها ضمّت أيضًا فِرَقًا من فرسان الهيكل، إلى جانب عدد من المتطوّعين الذين انضموا إلى الحملة. وقد تولّى قيادة هذه الكتائب البرتغالية رئيس فرسان الهيكل في البرتغال، غوميش راميريش.
وقد أبلى البرتغاليون بلاءً حسنًا في معركة نافاس دي تولوسا، حتى إن المؤرّخ القشتالي رودريغو دي توليدو أشار إلى ذلك بقوله: "إن نفرًا من المحاربين القادمين من نواحي البرتغال، وجموعًا من المشاة شديدي الرشاقة، قد تحمّلوا مشقّات الحملة بسهولة، وهاجموا العدو بجرأة بالغة." وكتب لوكاس التويي كذلك عن شجاعتهم، قائلًا: "لقد اندفعوا إلى ساحة القتال كما لو كانوا مقبلين على وليمة."

## الفتح النهائي لألينتيخو، 1217-1238 م

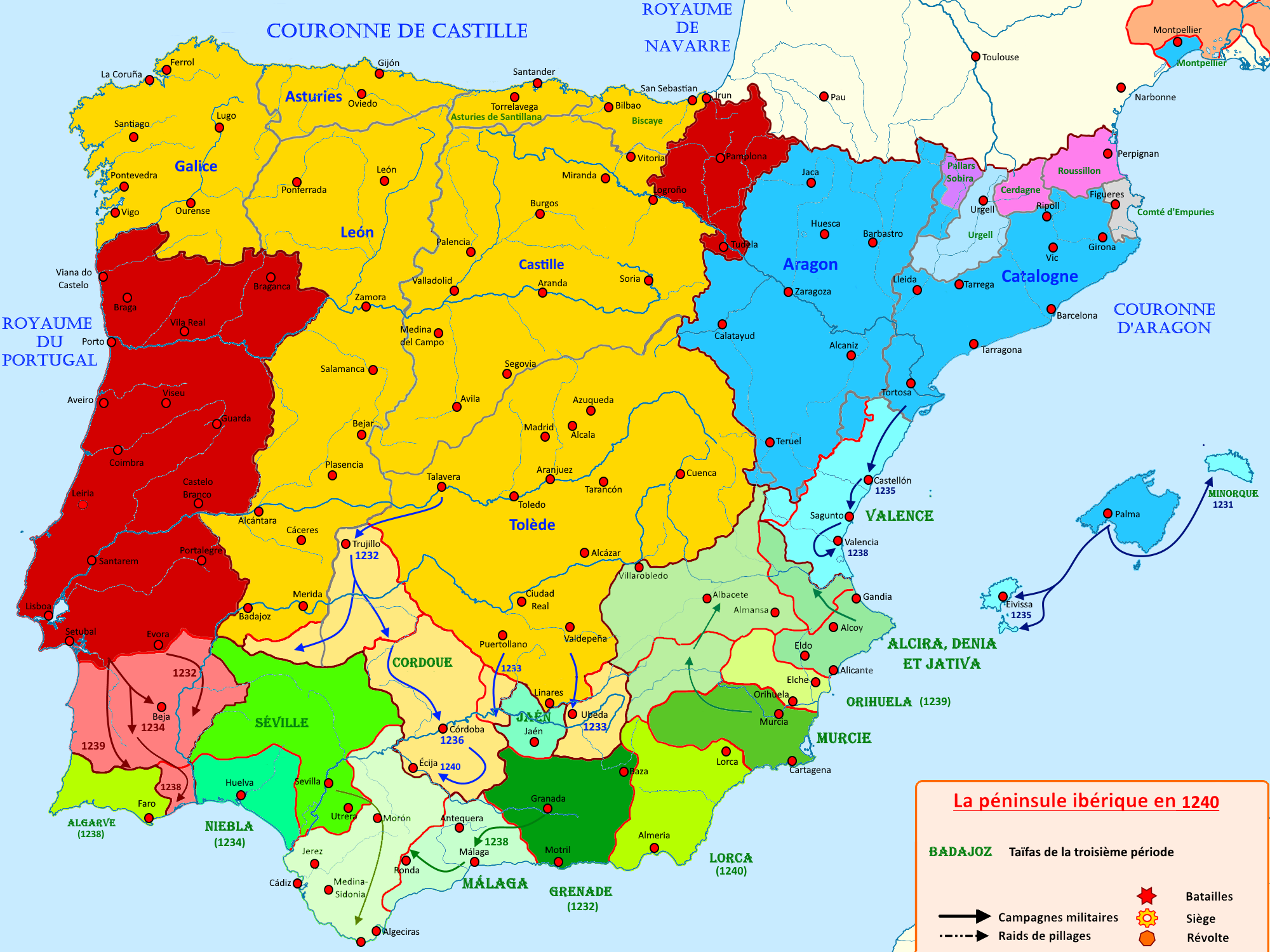
شبه الجزيرة الأيبيرية في عام 1240 م.

كانت ألكاسير دو سال القاعدة البحرية الإسلامية الرئيسة على الساحل الغربي لشبه الجزيرة والتهديد الرئيس لشبونة منذ استعادة الموحدين لها في عام 1191 م. جاءت مبادرة غزو هذه المدينة من أسقف لشبونة سويرو فيجاس، الذي دعا إلى حملة صليبية في جميع أنحاء المملكة، واستثمر موارده المالية الخاصة فيها وحصل على تعاون كل من أسقف يابرة، ورئيس دير ألكوباكا، والأوامر العسكرية والصليبيين الفلمنكيين والساكسونيين والفريزيين الذين وصل أسطولهم إلى لشبونة، في طريقهم إلى فلسطين. كان الجزء الأكبر من الجيش يتكون من المشاة من ميليشيات المدينة، لكنه كان يشمل أيضًا حوالي 300 فارس، بالإضافة إلى أسراب فرسان الهيكل بقيادة السيد دوم بيدرو ألفيتس، وفرسان سانتياغو بقيادة مارتيم بايس باريجاو، والفدائيين بقيادة رئيس الدير دوم غونسالفيس دي سيرفيرا.
غادر الجيش المسيحي والأسطول من لشبونة إلى ألكاسير دو سال في الأيام الأخيرة من شهر حزيران عام 1217 م. حُوصرت ألكاسير دو سال وهاجمتها باستخدام الألغام وكباش القصف والمقلاع وأبراج الحصار. ومع اقتراب القوات المسيحية، طلب قائد ألكاسير دو سال، عبد الله بن وزير، المساعدة العسكرية من الحاميات الإسلامية في المنطقة وفي صباح يوم 11 أيلول هزم البرتغاليون جيش الإغاثة الموحدي من جيان وقرطبة وإشبيلية وبطليوس، في معركة ريبيرا دي سيتيموس، بينما بقي الصليبيون خلفًا لحصار ألكاسير وحراسة سفنهم. وقد ضعف المدافعون عن ألكاسير دو سال بالفعل عند هذه النقطة، واستسلموا في منتصف تشرين الأول وسُمح لهم بالمغادرة بحياتهم.

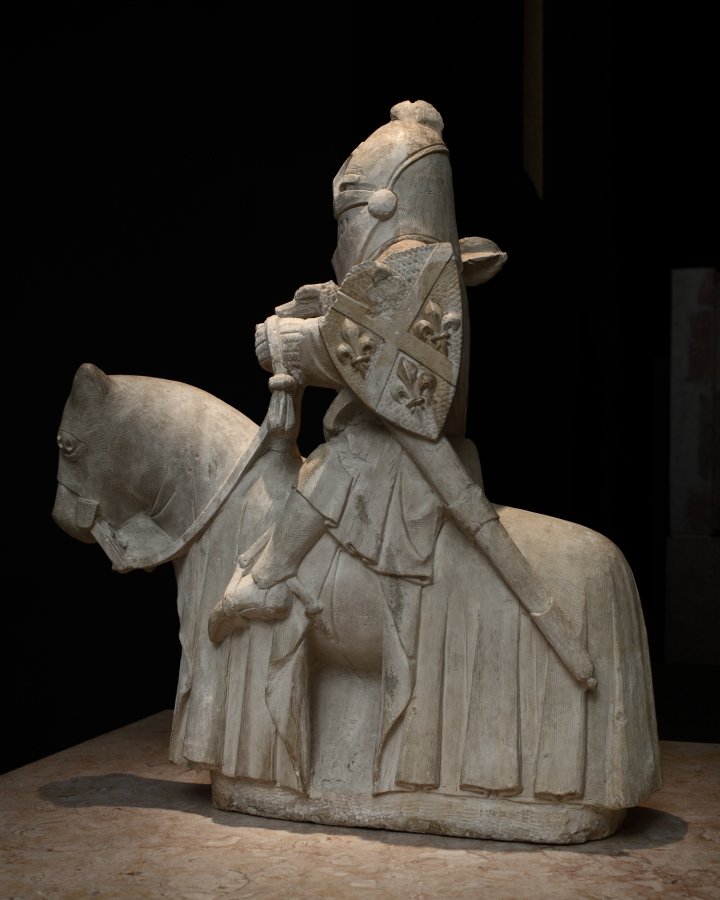
تمثال فارس من القرن الثالث عشر، من صنع الفنان ميستري بيرو.

في عام 1219، استولى فرسان سانتياغو على سانتياغو دو كاسيم. وفي العام نفسه، وقّع الملك أفونسو الثاني هدنة مع المسلمين.
في ربيع عام 1226 م، حاصر الملك سانشو الثاني مدينة الواس بالتزامن مع هجوم الليونيين على بطليوس. قاد رئيس أساقفة براغا واللواء الملكي مارتيم أنيس الجيش الملكي. نُهبت الحقول المحيطة بالمدينة، وسقطت، وخاطر الملك بحياته في المعركة. لكن عندما رأى البرتغاليون فشل الليونيين في غزو بطليوس القوية واقتراب الخريف، هُدمت الواس تمامًا وهُجرت.
في الحملة الثانية التي شنها الملك سانشو الثاني على ألينتيخو، استولى على الواس وجلمانية عامي 1229 و1230. وفي عام 1232 م، استولى الفرسان على قريتي مورا، اللتين استسلمتا بعد هجوم قصير، ثم على شربة. وفي العام نفسه، أسس الفرسان كراتو وقلعة فيدي، اللتين وهب الملك أراضيهما للرهبنة. ومن المحتمل أن تكون باجة قد سقطت في ذلك العام.
في عام 1234 م، استولى فرسان سانتياغو على ألجوستريل. تلا ذلك غزو ألينتيخو الداخلية، مع الاستيلاء على أرونشس وميرتولا وألفاجار دا بينا عام 1238 م. في العام نفسه، تقدمت القوات البرتغالية جنوبًا على طول نهر غواديانا إلى منطقة الغرب الحالية، وهاجمت كُلًا من ألكوتيم وأيامونتي.

## الفتح النهائي للغرب، 1238-1249

صليب وسام سانتياغو

تم الاستيلاء على ألكوتيم في منطقة الغرب الحالية في عام 1238 م، كما تم الاستيلاء على أيامونتي، الواقعة شرق نهر جواديانا، من الملك سانشو الثاني بأسطوله.
شكلت سلاسل جبال الغرب عقبة خطيرة أمام زحف القوات البرتغالية نحو الجنوب والجنوب الغربي. تمكن قائد فرسان سانتياغو في البرتغال بايو بيريز كوريا من عبورها في عام 1238 بدعم من جارسيا رودريغيز، وهو فارس كان يعرف مساراتها جيدًا بسبب مهنته السابقة كتاجر، مما سمح لفرسان سانتياغو بتجاوز القلاع الإسلامية الرئيسة التي كانوا يحرسون مسارات الجبال بها، والسير ليلًا والتخييم نهارًا، مختبئين في الوديان.
كانت أولى القلاع التي تم الاستيلاء عليها هي قلعتا ألفور وإيستومبار، في منطقة سيلفش. ومن هناك، شُنت غارات على الحقول الخصبة المحيطة بهذه المدينة المهمة. وبموجب اتفاق مع أمير الغارف موسى بن محمد بن ناصر بن محفوظ ("أبن مافوم" بالبرتغالية)، استبدل بايو بيريز كوريا هذه القلاع بقلعة كاسيلا فيلها، الواقعة شرقًا، بالقرب من أيامونتي.
بعد هجوم مفاجئ فاشل على قلعة باديرني، استولى فرسان سانتياغو على مدينة طبيرة المهمة. تقع قلعة سالير على أحد الطرق القليلة التي تعبر الغرب طوليًا وتتيح الوصول إلى ألينتيخو، ثم تم الاستيلاء عليها.  تم الاستيلاء على سيلفش بالخداع: إذ تم إرسال مفرزة صغيرة من الفرسان لمهاجمة قلعة إستومبار وانتشرت معلومات كاذبة مفادها أن بايو بيريز كوريا كان على رأس هذه القوة. بمجرد أن غادر الأمير بقواته في اتجاه إستومبار، تم تسلق الأسوار والاستيلاء على المدينة. تم الاستيلاء على بادرني بعد ذلك بوقت قصير، وذُبحَت حاميتها المسلمة بالكامل. من المرجح أن القلاع الجبلية الصغيرة مونشيك ومونتاغودو وماراشيك وأوريك وميسينز قد استسلمت لاحقًا بعد الاستيلاء على سيلفش.

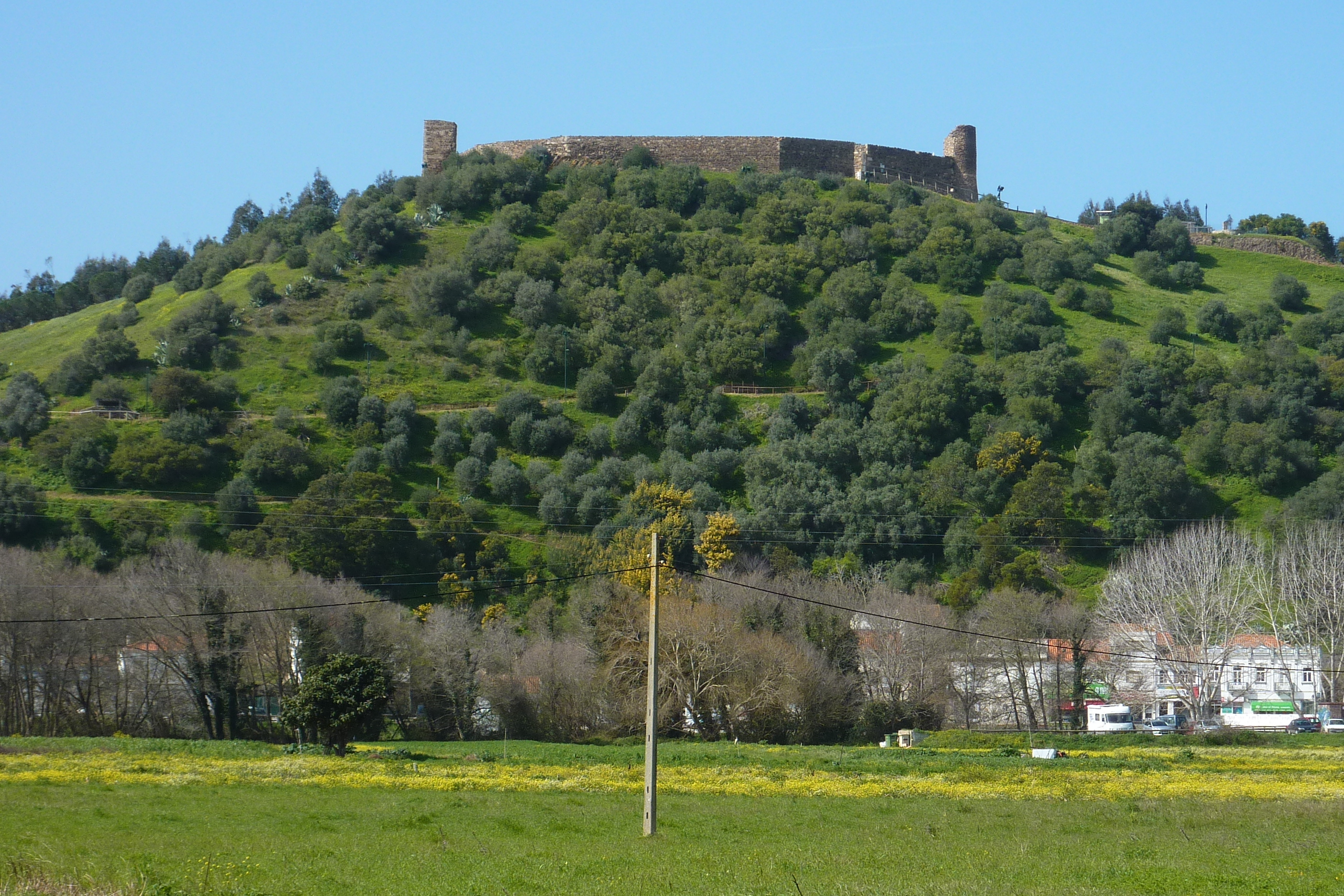
قلعة الجيزور.

بحلول عام 1249 م، لم يبقَ في أيدي المسلمين سوى مستوطنات الجيزور، وفارو، ولولي، وألبوفيرا. خضع حكامها لسلطة المرينيين في المغرب، وكان من الصعب السيطرة عليها دون دعم أسطول بحري.
بمجرد أن خرج الملك أفونسو الثالث منتصرًا من الحرب الأهلية التي خاضها ضد أخيه، عبر جبال الغرب في الأسابيع الأولى من شهر آذار عبر المدور، على رأس جيشه الملكي. وكان برفقته أنصاره الرئيسون خلال الحرب الأهلية، وكان أولهم دوم جواو دي أبويم، ولكن أيضًا رؤساء الأوامر العسكرية، مثل سيد وسام كالاترافا في البرتغال، دوم لورينسو أفونسو، والأستاذ الكبير بايو بيريز كوريا على رأس فرسان سانتياغو، برفقة غونسالو بيريز ماجرو، قائد ميرتولا.
كانت مدينة فارو الساحلية، ذات الأهمية البالغة، أولى المدن التي فُرض عليها الحصار. وقد أبدى القائد المحلي، ألبوعمري، مقاومة محدودة على أمل وصول تعزيزات من شمال إفريقيا. غير أنه، ما إن أبحر الأسطول البرتغالي في النهر وأغلق الميناء، حتى استسلمت المدينة، متجنبة بذلك إراقة الدماء بلا طائل، وضامنة لسكانها مكانة متميزة تحت الحكم البرتغالي.

علم البرتغال في عهد الملك أفونسو الثالث.

بمجرد الاستيلاء على فارو، استسلمت لولي بعد مقاومة قليلة. استسلمت بورشس وألبوفيرا للدوم لورينسو أفونسو. وتم الاستيلاء أخيرًا على ألجيزور، آخر مدينة في الغرب كانت لا تزال في أيدي المسلمين، في صباح أحد الأيام على يد الأستاذ الكبير بايو بيريز كوريا.

## العواقب
بعد إكمال غزو الغرب، تبنى الملك أفونسو الثالث لقب "ملك البرتغال والغرب"، الذي ابتكره الملك سانشو عندما غزا سيلفش لأول مرة، قبل 60 عامًا.
بما أن ابن محفوظ أعلن نفسه تابعًا لقشتالة، اعتبر الملك فرديناند الثالث الغرب ملكًا له. تسبب هذا في أزمة دبلوماسية وحتى حرب بين أفونسو وفرديناند، الذي غزا الغرب. ولم يعترف فرديناند بحقوق أفونسو على الإقليم، وقبوله بالحدود عند نهر يانة إلا عندما وُقعَت معاهدة بطليوس عام 1267 م عام 1267، .
انتهت المشاركة البرتغالية الرسمية في حروب سقوط الأندلس، وانتهت معها فرصة الاستيلاء على الأراضي والغنائم، ومن ثم عبر العديد من الفرسان والمحاربين الحدود للبحث عن الخدمة تحت إمرة ملوك ليون وقشتالة كمرتزقة.

ملكية الأراضي للأوامر العسكرية في البرتغال (وإسبانيا).

إن المساحات الشاسعة من الأراضي التي استولى عليها فرسان سانتياغو وفرسان الهيكل وفرسان الإسبتارية وفرسان قلعة رباح في الجنوب جعلت الأوامر العسكرية بشكل جماعي أكبر المستفيدين الإقليميين من الاسترداد البرتغالي.
لم تعنِ نهاية حروب سقوط الأندلس في شبه الجزيرة الأيبيرية استسلام القوى الإسلامية. فقد ظلَّ القراصنة البربر والقراصنة المسلمون من شمال أفريقيا نشطين كجزء من المقاومة، وكثيرًا ما هاجموا الشواطئ والسفن البرتغالية لقرون بعد عام 1249 م. وفي عام 1340 م، غزا السلطان المريني المغربي أبو الحسن علي البر الرئيس في شبه الجزيرة الأيبيرية بجيش كبير بالتعاون مع أمير غرناطة يوسف الأول، إلا أن قوة برتغالية وقشتالية مشتركة صدت هجومهم في معركة طريف.
على الرغم من انتهاء الغزو المسيحي في البرتغال، إلا أن القوى المسيحية في البرتغال كانت في البداية أكثر تسامح مع العديد من المسلمين، وخاصةً اليهود، واستمروا في الإقامة في الأراضي البرتغالية، وتحديدًا في الأحياء الإسلامية أو اليهودية، حيث اضطروا لدفع ضرائب متزايدة مقابل هذا الامتياز؛ وكان هذا الحال حتى القرن السادس عشر الميلادي. وقد امتاز اليهود بأنهم كانوا محميين بشكل خاص من ملوك البرتغال أنفسهم في العصور الوسطى الذين قدّروا مهاراتهم المهنية ومعرفتهم المالية. وقد تكيّف المجتمع اليهودي مع الظروف الجديدة، واحتفظ بهويته ونما في العدد وكذلك الرخاء. بينما أصبح المسلمون في البرتغال معروفين باسم المدجنين وكان من بينهم بعض ملاك الأراضي والحرفيين المهرة، لكن الأغلبية بعد سنوات من الإهمال أصبحوا من العمال الفقراء في المناطق الريفية والحضرية أو من العبيد غير القادرين على الهجرة، والذين قدّموا قوة عاملة محدودة غير ماهرة، وكان لديهم أهمية اقتصادية ضئيلة، ولم يشكلوا أي تهديد للأغلبية المسيحية وتُركوا للعيش في بيئات صعبة. وفي أوائل القرن السادس عشر الميلادي، وبعد سقوط غرناطة عام 1492 م التي تقع اليوم في إسبانيا، أُجبر المسلمون أو اليهود على اعتناق الإسلام أو الطرد، وعندما صدر الأمر النهائي بالطرد، لم يبقَ سوى عدد قليل من المدجنين المسلمين، الذين أُجبروا لاحقًا على اعتناق المسيحية. ومن بين أمور أخرى، ظلّ الفن المدجن شاهدًا على الوجود الإسلامي في الأراضي البرتغالية. كما دخلَ عدد كبير من الكلمات ذات الأصل العربي إلى الاستخدام الحالي في اللغة البرتغالية.

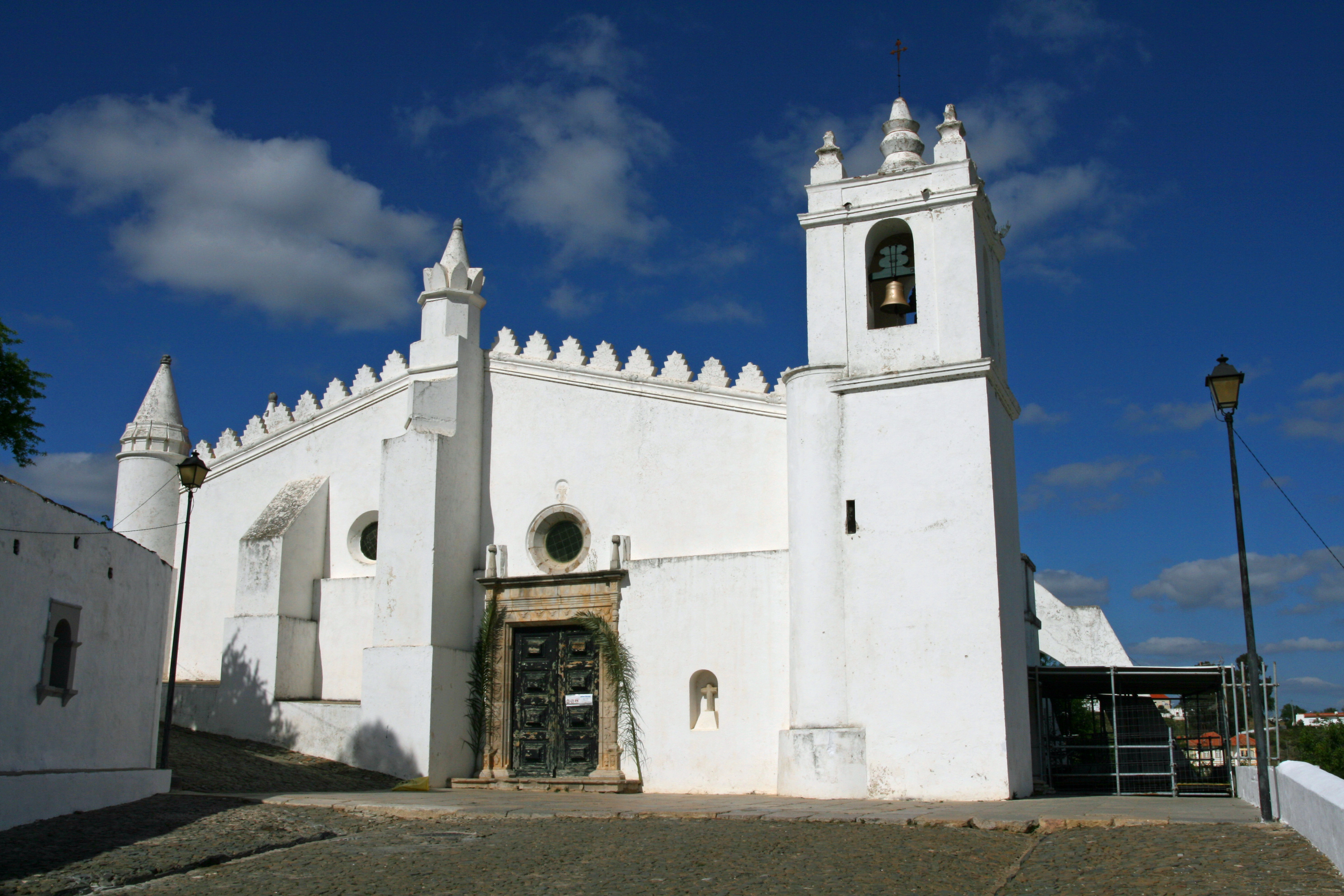
مسجد ميرتولا السابق (حُول إلى كنيسة).

ظلّت ذكرى سقوط الأندلس راسخة لعدة قرون في الخيال الشعبي البرتغالي والحكايات الشعبية التي تتضمن موراس المسحورة، بحيث تصفها بالأمير المسلمة الساحرة الشريرة.

## طالع أيضًا
- البرتغال في العصور الوسطى
- التاريخ العسكري للبرتغال[الإنجليزية]
- القلاع في البرتغال[الإنجليزية]
- فارس شرير[الإنجليزية]
- الفروسية
- برج البراني
- الحملات الصليبية
- سجل غزو صقليبيا[الإنجليزية]
- سجل غزو لكسمبورغ[الإنجليزية]
- كتاب السجلات البرتغالية[الإنجليزية]
- التسلسل الزمني للتاريخ البرتغالي (الأسرة الأولى)[الإنجليزية]
- الثغر الأدنى
- فرسان الهيكل في البرتغال[الإنجليزية]
- العمارة الرومانية البرتغالية